# فهرست سیارک‌ها (۲۱۳۰۰۱–۲۱۴۰۰۱)
فهرست سیارک‌ها (۲۱۳۰۰۱ - ۲۱۴۰۰۱) فهرست سیارک‌ها از ۲۱۳۰۰۱ تا ۲۱۴۰۰۱ است.
| نام    | نام انگلیسی | تاریخ کشف       |
| ------ | ----------- | --------------- |
| ۲۱۳۰۰۱ | 1981 EP3    | ۲ مارس ۱۹۸۱     |
| ۲۱۳۰۰۲ | 1982 QF4    | ۲۲ اوت ۱۹۸۲     |
| ۲۱۳۰۰۳ | 1992 EC23   | ۱ مارس ۱۹۹۲     |
| ۲۱۳۰۰۴ | 1992 SJ7    | ۲۶ سپتامبر ۱۹۹۲ |
| ۲۱۳۰۰۴ | 1993 RC     | ۱۱ سپتامبر ۱۹۹۳ |
| ۲۱۳۰۰۶ | 1994 SL5    | ۲۸ سپتامبر ۱۹۹۴ |
| ۲۱۳۰۰۷ | 1995 BP8    | ۲۹ ژانویه ۱۹۹۵  |
| ۲۱۳۰۰۸ | 1995 DB3    | ۲۴ فوریه ۱۹۹۵   |
| ۲۱۳۰۰۹ | 1995 FB15   | ۲۷ مارس ۱۹۹۵    |
| ۲۱۳۰۱۰ | 1995 OW4    | ۲۲ ژوئیه ۱۹۹۵   |
| ۲۱۳۰۱۱ | 1995 OT12   | ۲۲ ژوئیه ۱۹۹۵   |
| ۲۱۳۰۱۲ | 1995 SA12   | ۱۸ سپتامبر ۱۹۹۵ |
| ۲۱۳۰۱۳ | 1995 SN25   | ۱۹ سپتامبر ۱۹۹۵ |
| ۲۱۳۰۱۴ | 1995 SS41   | ۲۵ سپتامبر ۱۹۹۵ |
| ۲۱۳۰۱۵ | 1995 SE50   | ۲۶ سپتامبر ۱۹۹۵ |
| ۲۱۳۰۱۶ | 1995 SX51   | ۲۶ سپتامبر ۱۹۹۵ |
| ۲۱۳۰۱۷ | 1995 SO81   | ۲۲ سپتامبر ۱۹۹۵ |
| ۲۱۳۰۱۸ | 1995 UD11   | ۱۷ اکتبر ۱۹۹۵   |
| ۲۱۳۰۱۹ | 1995 UE58   | ۱۷ اکتبر ۱۹۹۵   |
| ۲۱۳۰۲۰ | 1995 UK82   | ۲۸ اکتبر ۱۹۹۵   |
| ۲۱۳۰۲۱ | 1995 VK6    | ۱۴ نوامبر ۱۹۹۵  |
| ۲۱۳۰۲۲ | 1995 VG17   | ۱۵ نوامبر ۱۹۹۵  |
| ۲۱۳۰۲۳ | 1995 WK18   | ۱۷ نوامبر ۱۹۹۵  |
| ۲۱۳۰۲۴ | 1995 WX21   | ۱۷ نوامبر ۱۹۹۵  |
| ۲۱۳۰۲۵ | 1996 FL8    | ۱۹ مارس ۱۹۹۶    |
| ۲۱۳۰۲۶ | 1996 HZ5    | ۱۷ آوریل ۱۹۹۶   |
| ۲۱۳۰۲۷ | 1996 VZ6    | ۲ نوامبر ۱۹۹۶   |
| ۲۱۳۰۲۸ | 1996 VN9    | ۳ نوامبر ۱۹۹۶   |
| ۲۱۳۰۲۹ | 1997 BF5    | ۳۱ ژانویه ۱۹۹۷  |
| ۲۱۳۰۳۰ | 1997 GN7    | ۲ آوریل ۱۹۹۷    |
| ۲۱۳۰۳۰ | 1997 OB     | ۲۵ ژوئیه ۱۹۹۷   |
| ۲۱۳۰۳۲ | 1997 TX3    | ۳ اکتبر ۱۹۹۷    |
| ۲۱۳۰۳۳ | 1997 UT15   | ۲۳ اکتبر ۱۹۹۷   |
| ۲۱۳۰۳۴ | 1997 WL5    | ۲۳ نوامبر ۱۹۹۷  |
| ۲۱۳۰۳۵ | 1997 WV5    | ۲۳ نوامبر ۱۹۹۷  |
| ۲۱۳۰۳۶ | 1997 WD45   | ۲۹ نوامبر ۱۹۹۷  |
| ۲۱۳۰۳۷ | 1998 FY7    | ۲۰ مارس ۱۹۹۸    |
| ۲۱۳۰۳۸ | 1998 FV128  | ۲۲ مارس ۱۹۹۸    |
| ۲۱۳۰۳۹ | 1998 GV2    | ۲ آوریل ۱۹۹۸    |
| ۲۱۳۰۴۰ | 1998 HY1    | ۱۹ آوریل ۱۹۹۸   |
| ۲۱۳۰۴۱ | 1998 HJ22   | ۲۰ آوریل ۱۹۹۸   |
| ۲۱۳۰۴۲ | 1998 HJ96   | ۲۱ آوریل ۱۹۹۸   |
| ۲۱۳۰۴۳ | 1998 KB17   | ۲۴ مه ۱۹۹۸      |
| ۲۱۳۰۴۴ | 1998 OG10   | ۲۶ ژوئیه ۱۹۹۸   |
| ۲۱۳۰۴۵ | 1998 OL15   | ۲۶ ژوئیه ۱۹۹۸   |
| ۲۱۳۰۴۶ | 1998 QA85   | ۲۴ اوت ۱۹۹۸     |
| ۲۱۳۰۴۷ | 1998 SJ75   | ۲۱ سپتامبر ۱۹۹۸ |
| ۲۱۳۰۴۸ | 1998 SE99   | ۲۶ سپتامبر ۱۹۹۸ |
| ۲۱۳۰۴۹ | 1998 SY130  | ۲۶ سپتامبر ۱۹۹۸ |
| ۲۱۳۰۵۰ | 1998 TS3    | ۱۲ اکتبر ۱۹۹۸   |
| ۲۱۳۰۵۱ | 1998 UZ17   | ۱۹ اکتبر ۱۹۹۸   |
| ۲۱۳۰۵۱ | 1998 VV     | ۱۰ نوامبر ۱۹۹۸  |
| ۲۱۳۰۵۳ | 1998 WT30   | ۲۴ نوامبر ۱۹۹۸  |
| ۲۱۳۰۵۴ | 1999 AW15   | ۹ ژانویه ۱۹۹۹   |
| ۲۱۳۰۵۵ | 1999 AL30   | ۱۴ ژانویه ۱۹۹۹  |
| ۲۱۳۰۵۶ | 1999 JA14   | ۱۳ مه ۱۹۹۹      |
| ۲۱۳۰۵۷ | 1999 NM54   | ۱۲ ژوئیه ۱۹۹۹   |
| ۲۱۳۰۵۸ | 1999 RJ7    | ۳ سپتامبر ۱۹۹۹  |
| ۲۱۳۰۵۹ | 1999 RG42   | ۱۴ سپتامبر ۱۹۹۹ |
| ۲۱۳۰۶۰ | 1999 RU50   | ۷ سپتامبر ۱۹۹۹  |
| ۲۱۳۰۶۱ | 1999 RB64   | ۷ سپتامبر ۱۹۹۹  |
| ۲۱۳۰۶۲ | 1999 RY82   | ۷ سپتامبر ۱۹۹۹  |
| ۲۱۳۰۶۳ | 1999 RH94   | ۷ سپتامبر ۱۹۹۹  |
| ۲۱۳۰۶۴ | 1999 RX121  | ۹ سپتامبر ۱۹۹۹  |
| ۲۱۳۰۶۵ | 1999 RT127  | ۹ سپتامبر ۱۹۹۹  |
| ۲۱۳۰۶۶ | 1999 RX133  | ۹ سپتامبر ۱۹۹۹  |
| ۲۱۳۰۶۷ | 1999 ST15   | ۳۰ سپتامبر ۱۹۹۹ |
| ۲۱۳۰۶۸ | 1999 SU23   | ۳۰ سپتامبر ۱۹۹۹ |
| ۲۱۳۰۶۹ | 1999 TX17   | ۴ اکتبر ۱۹۹۹    |
| ۲۱۳۰۷۰ | 1999 TU50   | ۴ اکتبر ۱۹۹۹    |
| ۲۱۳۰۷۱ | 1999 TW51   | ۴ اکتبر ۱۹۹۹    |
| ۲۱۳۰۷۲ | 1999 TJ79   | ۱۱ اکتبر ۱۹۹۹   |
| ۲۱۳۰۷۳ | 1999 TE90   | ۲ اکتبر ۱۹۹۹    |
| ۲۱۳۰۷۴ | 1999 TH90   | ۲ اکتبر ۱۹۹۹    |
| ۲۱۳۰۷۵ | 1999 TK90   | ۲ اکتبر ۱۹۹۹    |
| ۲۱۳۰۷۶ | 1999 TY115  | ۴ اکتبر ۱۹۹۹    |
| ۲۱۳۰۷۷ | 1999 TY116  | ۴ اکتبر ۱۹۹۹    |
| ۲۱۳۰۷۸ | 1999 TG131  | ۶ اکتبر ۱۹۹۹    |
| ۲۱۳۰۷۹ | 1999 TL132  | ۶ اکتبر ۱۹۹۹    |
| ۲۱۳۰۸۰ | 1999 TQ133  | ۶ اکتبر ۱۹۹۹    |
| ۲۱۳۰۸۱ | 1999 TP137  | ۶ اکتبر ۱۹۹۹    |
| ۲۱۳۰۸۲ | 1999 TG138  | ۶ اکتبر ۱۹۹۹    |
| ۲۱۳۰۸۳ | 1999 TV159  | ۹ اکتبر ۱۹۹۹    |
| ۲۱۳۰۸۴ | 1999 TN169  | ۱۰ اکتبر ۱۹۹۹   |
| ۲۱۳۰۸۵ | 1999 TL218  | ۱۵ اکتبر ۱۹۹۹   |
| ۲۱۳۰۸۶ | 1999 TF230  | ۳ اکتبر ۱۹۹۹    |
| ۲۱۳۰۸۷ | 1999 TS230  | ۵ اکتبر ۱۹۹۹    |
| ۲۱۳۰۸۸ | 1999 TJ247  | ۸ اکتبر ۱۹۹۹    |
| ۲۱۳۰۸۹ | 1999 TS251  | ۱۰ اکتبر ۱۹۹۹   |
| ۲۱۳۰۹۰ | 1999 TY282  | ۹ اکتبر ۱۹۹۹    |
| ۲۱۳۰۹۱ | 1999 TH297  | ۲ اکتبر ۱۹۹۹    |
| ۲۱۳۰۹۲ | 1999 UC19   | ۳۰ اکتبر ۱۹۹۹   |
| ۲۱۳۰۹۳ | 1999 UM47   | ۲۹ اکتبر ۱۹۹۹   |
| ۲۱۳۰۹۴ | 1999 VD17   | ۲ نوامبر ۱۹۹۹   |
| ۲۱۳۰۹۵ | 1999 VV43   | ۱ نوامبر ۱۹۹۹   |
| ۲۱۳۰۹۶ | 1999 VA88   | ۳ نوامبر ۱۹۹۹   |
| ۲۱۳۰۹۷ | 1999 VR100  | ۹ نوامبر ۱۹۹۹   |
| ۲۱۳۰۹۸ | 1999 VJ120  | ۴ نوامبر ۱۹۹۹   |
| ۲۱۳۰۹۹ | 1999 VZ179  | ۶ نوامبر ۱۹۹۹   |
| ۲۱۳۱۰۰ | 1999 VW183  | ۱۴ نوامبر ۱۹۹۹  |
| ۲۱۳۱۰۱ | 1999 VU195  | ۳ نوامبر ۱۹۹۹   |
| ۲۱۳۱۰۲ | 1999 WW10   | ۲۹ نوامبر ۱۹۹۹  |
| ۲۱۳۱۰۳ | 1999 XK3    | ۴ دسامبر ۱۹۹۹   |
| ۲۱۳۱۰۴ | 1999 XF26   | ۶ دسامبر ۱۹۹۹   |
| ۲۱۳۱۰۵ | 1999 XO51   | ۷ دسامبر ۱۹۹۹   |
| ۲۱۳۱۰۶ | 1999 XS78   | ۷ دسامبر ۱۹۹۹   |
| ۲۱۳۱۰۷ | 1999 XU125  | ۷ دسامبر ۱۹۹۹   |
| ۲۱۳۱۰۸ | 1999 XY144  | ۷ دسامبر ۱۹۹۹   |
| ۲۱۳۱۰۹ | 1999 XX178  | ۱۰ دسامبر ۱۹۹۹  |
| ۲۱۳۱۱۰ | 1999 YF27   | ۳۱ دسامبر ۱۹۹۹  |
| ۲۱۳۱۱۱ | 2000 AS3    | ۲ ژانویه ۲۰۰۰   |
| ۲۱۳۱۱۲ | 2000 AM12   | ۳ ژانویه ۲۰۰۰   |
| ۲۱۳۱۱۳ | 2000 AX56   | ۴ ژانویه ۲۰۰۰   |
| ۲۱۳۱۱۴ | 2000 AH58   | ۴ ژانویه ۲۰۰۰   |
| ۲۱۳۱۱۵ | 2000 AL87   | ۵ ژانویه ۲۰۰۰   |
| ۲۱۳۱۱۶ | 2000 AF131  | ۶ ژانویه ۲۰۰۰   |
| ۲۱۳۱۱۷ | 2000 AU148  | ۷ ژانویه ۲۰۰۰   |
| ۲۱۳۱۱۸ | 2000 AL183  | ۷ ژانویه ۲۰۰۰   |
| ۲۱۳۱۱۹ | 2000 AT220  | ۸ ژانویه ۲۰۰۰   |
| ۲۱۳۱۲۰ | 2000 BU37   | ۲۷ ژانویه ۲۰۰۰  |
| ۲۱۳۱۲۱ | 2000 CT9    | ۲ فوریه ۲۰۰۰    |
| ۲۱۳۱۲۲ | 2000 CO11   | ۲ فوریه ۲۰۰۰    |
| ۲۱۳۱۲۳ | 2000 CC60   | ۲ فوریه ۲۰۰۰    |
| ۲۱۳۱۲۴ | 2000 CD74   | ۷ فوریه ۲۰۰۰    |
| ۲۱۳۱۲۵ | 2000 CW79   | ۸ فوریه ۲۰۰۰    |
| ۲۱۳۱۲۶ | 2000 CB115  | ۱ فوریه ۲۰۰۰    |
| ۲۱۳۱۲۷ | 2000 DP3    | ۲۸ فوریه ۲۰۰۰   |
| ۲۱۳۱۲۸ | 2000 DX24   | ۲۹ فوریه ۲۰۰۰   |
| ۲۱۳۱۲۹ | 2000 DY43   | ۲۹ فوریه ۲۰۰۰   |
| ۲۱۳۱۳۰ | 2000 DE44   | ۲۹ فوریه ۲۰۰۰   |
| ۲۱۳۱۳۱ | 2000 DV92   | ۲۸ فوریه ۲۰۰۰   |
| ۲۱۳۱۳۲ | 2000 ER24   | ۸ مارس ۲۰۰۰     |
| ۲۱۳۱۳۳ | 2000 ES66   | ۱۰ مارس ۲۰۰۰    |
| ۲۱۳۱۳۴ | 2000 EE108  | ۸ مارس ۲۰۰۰     |
| ۲۱۳۱۳۵ | 2000 EV151  | ۶ مارس ۲۰۰۰     |
| ۲۱۳۱۳۶ | 2000 EV199  | ۱ مارس ۲۰۰۰     |
| ۲۱۳۱۳۷ | 2000 FQ33   | ۲۹ مارس ۲۰۰۰    |
| ۲۱۳۱۳۸ | 2000 FY62   | ۲۷ مارس ۲۰۰۰    |
| ۲۱۳۱۳۹ | 2000 GH23   | ۵ آوریل ۲۰۰۰    |
| ۲۱۳۱۴۰ | 2000 GG40   | ۵ آوریل ۲۰۰۰    |
| ۲۱۳۱۴۱ | 2000 GF156  | ۶ آوریل ۲۰۰۰    |
| ۲۱۳۱۴۲ | 2000 HM2    | ۲۵ آوریل ۲۰۰۰   |
| ۲۱۳۱۴۳ | 2000 HX5    | ۲۴ آوریل ۲۰۰۰   |
| ۲۱۳۱۴۴ | 2000 HT30   | ۲۸ آوریل ۲۰۰۰   |
| ۲۱۳۱۴۵ | 2000 HW41   | ۲۸ آوریل ۲۰۰۰   |
| ۲۱۳۱۴۶ | 2000 HD44   | ۲۵ آوریل ۲۰۰۰   |
| ۲۱۳۱۴۷ | 2000 JT11   | ۴ مه ۲۰۰۰       |
| ۲۱۳۱۴۸ | 2000 JB67   | ۲ مه ۲۰۰۰       |
| ۲۱۳۱۴۹ | 2000 JW69   | ۲ مه ۲۰۰۰       |
| ۲۱۳۱۵۰ | 2000 KN54   | ۲۷ مه ۲۰۰۰      |
| ۲۱۳۱۵۱ | 2000 KL61   | ۲۵ مه ۲۰۰۰      |
| ۲۱۳۱۵۲ | 2000 NO14   | ۵ ژوئیه ۲۰۰۰    |
| ۲۱۳۱۵۳ | 2000 ON68   | ۲۹ ژوئیه ۲۰۰۰   |
| ۲۱۳۱۵۴ | 2000 PD28   | ۴ اوت ۲۰۰۰      |
| ۲۱۳۱۵۵ | 2000 QN10   | ۲۴ اوت ۲۰۰۰     |
| ۲۱۳۱۵۶ | 2000 QJ25   | ۲۵ اوت ۲۰۰۰     |
| ۲۱۳۱۵۷ | 2000 QY42   | ۲۴ اوت ۲۰۰۰     |
| ۲۱۳۱۵۸ | 2000 QE55   | ۲۵ اوت ۲۰۰۰     |
| ۲۱۳۱۵۹ | 2000 QB100  | ۲۸ اوت ۲۰۰۰     |
| ۲۱۳۱۶۰ | 2000 QY115  | ۲۶ اوت ۲۰۰۰     |
| ۲۱۳۱۶۱ | 2000 RR24   | ۱ سپتامبر ۲۰۰۰  |
| ۲۱۳۱۶۲ | 2000 RF44   | ۳ سپتامبر ۲۰۰۰  |
| ۲۱۳۱۶۳ | 2000 RP86   | ۲ سپتامبر ۲۰۰۰  |
| ۲۱۳۱۶۴ | 2000 RC92   | ۳ سپتامبر ۲۰۰۰  |
| ۲۱۳۱۶۵ | 2000 RP92   | ۳ سپتامبر ۲۰۰۰  |
| ۲۱۳۱۶۵ | 2000 SM     | ۱۹ سپتامبر ۲۰۰۰ |
| ۲۱۳۱۶۷ | 2000 SR21   | ۲۴ سپتامبر ۲۰۰۰ |
| ۲۱۳۱۶۸ | 2000 SU37   | ۲۴ سپتامبر ۲۰۰۰ |
| ۲۱۳۱۶۹ | 2000 SS53   | ۲۴ سپتامبر ۲۰۰۰ |
| ۲۱۳۱۷۰ | 2000 SD62   | ۲۴ سپتامبر ۲۰۰۰ |
| ۲۱۳۱۷۱ | 2000 SE63   | ۲۴ سپتامبر ۲۰۰۰ |
| ۲۱۳۱۷۲ | 2000 SH75   | ۲۴ سپتامبر ۲۰۰۰ |
| ۲۱۳۱۷۳ | 2000 ST102  | ۲۴ سپتامبر ۲۰۰۰ |
| ۲۱۳۱۷۴ | 2000 SF104  | ۲۴ سپتامبر ۲۰۰۰ |
| ۲۱۳۱۷۵ | 2000 SX107  | ۲۴ سپتامبر ۲۰۰۰ |
| ۲۱۳۱۷۶ | 2000 SK120  | ۲۴ سپتامبر ۲۰۰۰ |
| ۲۱۳۱۷۷ | 2000 SW125  | ۲۴ سپتامبر ۲۰۰۰ |
| ۲۱۳۱۷۸ | 2000 SF145  | ۲۴ سپتامبر ۲۰۰۰ |
| ۲۱۳۱۷۹ | 2000 SR162  | ۲۵ سپتامبر ۲۰۰۰ |
| ۲۱۳۱۸۰ | 2000 SD173  | ۲۸ سپتامبر ۲۰۰۰ |
| ۲۱۳۱۸۱ | 2000 SN191  | ۲۴ سپتامبر ۲۰۰۰ |
| ۲۱۳۱۸۲ | 2000 SO198  | ۲۴ سپتامبر ۲۰۰۰ |
| ۲۱۳۱۸۳ | 2000 ST217  | ۲۶ سپتامبر ۲۰۰۰ |
| ۲۱۳۱۸۴ | 2000 SQ222  | ۲۶ سپتامبر ۲۰۰۰ |
| ۲۱۳۱۸۵ | 2000 SS230  | ۲۸ سپتامبر ۲۰۰۰ |
| ۲۱۳۱۸۶ | 2000 SN239  | ۲۷ سپتامبر ۲۰۰۰ |
| ۲۱۳۱۸۷ | 2000 SS245  | ۲۴ سپتامبر ۲۰۰۰ |
| ۲۱۳۱۸۸ | 2000 SM248  | ۲۴ سپتامبر ۲۰۰۰ |
| ۲۱۳۱۸۹ | 2000 SH264  | ۲۶ سپتامبر ۲۰۰۰ |
| ۲۱۳۱۹۰ | 2000 ST277  | ۳۰ سپتامبر ۲۰۰۰ |
| ۲۱۳۱۹۱ | 2000 SG280  | ۲۸ سپتامبر ۲۰۰۰ |
| ۲۱۳۱۹۲ | 2000 SO281  | ۲۳ سپتامبر ۲۰۰۰ |
| ۲۱۳۱۹۳ | 2000 SB322  | ۲۸ سپتامبر ۲۰۰۰ |
| ۲۱۳۱۹۴ | 2000 SD328  | ۳۰ سپتامبر ۲۰۰۰ |
| ۲۱۳۱۹۵ | 2000 SP328  | ۳۰ سپتامبر ۲۰۰۰ |
| ۲۱۳۱۹۶ | 2000 SU343  | ۲۳ سپتامبر ۲۰۰۰ |
| ۲۱۳۱۹۷ | 2000 SW345  | ۲۰ سپتامبر ۲۰۰۰ |
| ۲۱۳۱۹۸ | 2000 SJ353  | ۳۰ سپتامبر ۲۰۰۰ |
| ۲۱۳۱۹۹ | 2000 SB358  | ۲۸ سپتامبر ۲۰۰۰ |
| ۲۱۳۲۰۰ | 2000 SV364  | ۲۱ سپتامبر ۲۰۰۰ |
| ۲۱۳۲۰۱ | 2000 SA367  | ۲۳ سپتامبر ۲۰۰۰ |
| ۲۱۳۲۰۲ | 2000 TC4    | ۱ اکتبر ۲۰۰۰    |
| ۲۱۳۲۰۳ | 2000 TT5    | ۱ اکتبر ۲۰۰۰    |
| ۲۱۳۲۰۴ | 2000 TR13   | ۱ اکتبر ۲۰۰۰    |
| ۲۱۳۲۰۵ | 2000 TZ22   | ۱ اکتبر ۲۰۰۰    |
| ۲۱۳۲۰۶ | 2000 TB35   | ۶ اکتبر ۲۰۰۰    |
| ۲۱۳۲۰۷ | 2000 TN40   | ۱ اکتبر ۲۰۰۰    |
| ۲۱۳۲۰۸ | 2000 UM21   | ۲۴ اکتبر ۲۰۰۰   |
| ۲۱۳۲۰۹ | 2000 UH28   | ۲۵ اکتبر ۲۰۰۰   |
| ۲۱۳۲۱۰ | 2000 UK49   | ۲۴ اکتبر ۲۰۰۰   |
| ۲۱۳۲۱۱ | 2000 UU57   | ۲۵ اکتبر ۲۰۰۰   |
| ۲۱۳۲۱۲ | 2000 UA69   | ۲۵ اکتبر ۲۰۰۰   |
| ۲۱۳۲۱۳ | 2000 UL75   | ۳۱ اکتبر ۲۰۰۰   |
| ۲۱۳۲۱۴ | 2000 UU83   | ۳۱ اکتبر ۲۰۰۰   |
| ۲۱۳۲۱۵ | 2000 UX85   | ۳۱ اکتبر ۲۰۰۰   |
| ۲۱۳۲۱۶ | 2000 UJ92   | ۲۵ اکتبر ۲۰۰۰   |
| ۲۱۳۲۱۷ | 2000 VT1    | ۱ نوامبر ۲۰۰۰   |
| ۲۱۳۲۱۸ | 2000 VJ18   | ۱ نوامبر ۲۰۰۰   |
| ۲۱۳۲۱۹ | 2000 VP21   | ۱ نوامبر ۲۰۰۰   |
| ۲۱۳۲۲۰ | 2000 VB25   | ۱ نوامبر ۲۰۰۰   |
| ۲۱۳۲۲۱ | 2000 VQ26   | ۱ نوامبر ۲۰۰۰   |
| ۲۱۳۲۲۲ | 2000 VP42   | ۱ نوامبر ۲۰۰۰   |
| ۲۱۳۲۲۳ | 2000 WR11   | ۲۰ نوامبر ۲۰۰۰  |
| ۲۱۳۲۲۴ | 2000 WU16   | ۲۱ نوامبر ۲۰۰۰  |
| ۲۱۳۲۲۵ | 2000 WD22   | ۲۰ نوامبر ۲۰۰۰  |
| ۲۱۳۲۲۶ | 2000 WQ24   | ۲۰ نوامبر ۲۰۰۰  |
| ۲۱۳۲۲۷ | 2000 WD43   | ۲۱ نوامبر ۲۰۰۰  |
| ۲۱۳۲۲۸ | 2000 WM44   | ۲۱ نوامبر ۲۰۰۰  |
| ۲۱۳۲۲۹ | 2000 WU76   | ۲۰ نوامبر ۲۰۰۰  |
| ۲۱۳۲۳۰ | 2000 WP85   | ۲۰ نوامبر ۲۰۰۰  |
| ۲۱۳۲۳۱ | 2000 WM94   | ۲۱ نوامبر ۲۰۰۰  |
| ۲۱۳۲۳۲ | 2000 WQ100  | ۲۱ نوامبر ۲۰۰۰  |
| ۲۱۳۲۳۳ | 2000 WL112  | ۲۰ نوامبر ۲۰۰۰  |
| ۲۱۳۲۳۴ | 2000 WD139  | ۲۱ نوامبر ۲۰۰۰  |
| ۲۱۳۲۳۵ | 2000 WH177  | ۲۷ نوامبر ۲۰۰۰  |
| ۲۱۳۲۳۶ | 2000 XT11   | ۴ دسامبر ۲۰۰۰   |
| ۲۱۳۲۳۷ | 2000 XZ19   | ۴ دسامبر ۲۰۰۰   |
| ۲۱۳۲۳۸ | 2000 YU9    | ۱۹ دسامبر ۲۰۰۰  |
| ۲۱۳۲۳۹ | 2000 YU82   | ۳۰ دسامبر ۲۰۰۰  |
| ۲۱۳۲۴۰ | 2000 YJ88   | ۳۰ دسامبر ۲۰۰۰  |
| ۲۱۳۲۴۰ | 2001 AL     | ۱ ژانویه ۲۰۰۱   |
| ۲۱۳۲۴۲ | 2001 BY14   | ۲۱ ژانویه ۲۰۰۱  |
| ۲۱۳۲۴۳ | 2001 BR17   | ۱۹ ژانویه ۲۰۰۱  |
| ۲۱۳۲۴۴ | 2001 BN20   | ۱۹ ژانویه ۲۰۰۱  |
| ۲۱۳۲۴۵ | 2001 BD29   | ۲۰ ژانویه ۲۰۰۱  |
| ۲۱۳۲۴۶ | 2001 BP50   | ۲۶ ژانویه ۲۰۰۱  |
| ۲۱۳۲۴۷ | 2001 BJ53   | ۱۷ ژانویه ۲۰۰۱  |
| ۲۱۳۲۴۸ | 2001 CK10   | ۱ فوریه ۲۰۰۱    |
| ۲۱۳۲۴۹ | 2001 CH23   | ۱ فوریه ۲۰۰۱    |
| ۲۱۳۲۵۰ | 2001 CX35   | ۱۴ فوریه ۲۰۰۱   |
| ۲۱۳۲۵۱ | 2001 CS41   | ۱۵ فوریه ۲۰۰۱   |
| ۲۱۳۲۵۲ | 2001 DO1    | ۱۶ فوریه ۲۰۰۱   |
| ۲۱۳۲۵۳ | 2001 DP32   | ۱۷ فوریه ۲۰۰۱   |
| ۲۱۳۲۵۴ | 2001 DV100  | ۱۶ فوریه ۲۰۰۱   |
| ۲۱۳۲۵۵ | 2001 EZ15   | ۱۵ مارس ۲۰۰۱    |
| ۲۱۳۲۵۶ | 2001 EK16   | ۱۵ مارس ۲۰۰۱    |
| ۲۱۳۲۵۷ | 2001 EA23   | ۱۵ مارس ۲۰۰۱    |
| ۲۱۳۲۵۸ | 2001 FT32   | ۱۸ مارس ۲۰۰۱    |
| ۲۱۳۲۵۹ | 2001 FK43   | ۱۸ مارس ۲۰۰۱    |
| ۲۱۳۲۶۰ | 2001 FZ51   | ۱۸ مارس ۲۰۰۱    |
| ۲۱۳۲۶۱ | 2001 FL115  | ۱۹ مارس ۲۰۰۱    |
| ۲۱۳۲۶۲ | 2001 FB148  | ۲۴ مارس ۲۰۰۱    |
| ۲۱۳۲۶۳ | 2001 FD166  | ۱۹ مارس ۲۰۰۱    |
| ۲۱۳۲۶۴ | 2001 FG196  | ۲۶ مارس ۲۰۰۱    |
| ۲۱۳۲۶۵ | 2001 GA6    | ۱۴ آوریل ۲۰۰۱   |
| ۲۱۳۲۶۶ | 2001 KE32   | ۲۳ مه ۲۰۰۱      |
| ۲۱۳۲۶۷ | 2001 LB9    | ۱۵ ژوئن ۲۰۰۱    |
| ۲۱۳۲۶۸ | 2001 LZ12   | ۱۵ ژوئن ۲۰۰۱    |
| ۲۱۳۲۶۹ | 2001 MO2    | ۲۰ ژوئن ۲۰۰۱    |
| ۲۱۳۲۶۹ | 2001 NM     | ۹ ژوئیه ۲۰۰۱    |
| ۲۱۳۲۷۱ | 2001 NT5    | ۱۳ ژوئیه ۲۰۰۱   |
| ۲۱۳۲۷۲ | 2001 NO12   | ۱۳ ژوئیه ۲۰۰۱   |
| ۲۱۳۲۷۳ | 2001 NB18   | ۹ ژوئیه ۲۰۰۱    |
| ۲۱۳۲۷۴ | 2001 OZ34   | ۱۹ ژوئیه ۲۰۰۱   |
| ۲۱۳۲۷۵ | 2001 OK40   | ۲۰ ژوئیه ۲۰۰۱   |
| ۲۱۳۲۷۶ | 2001 OD45   | ۱۶ ژوئیه ۲۰۰۱   |
| ۲۱۳۲۷۷ | 2001 OJ77   | ۲۷ ژوئیه ۲۰۰۱   |
| ۲۱۳۲۷۸ | 2001 OG90   | ۲۵ ژوئیه ۲۰۰۱   |
| ۲۱۳۲۷۹ | 2001 ON111  | ۲۲ ژوئیه ۲۰۰۱   |
| ۲۱۳۲۸۰ | 2001 PP10   | ۸ اوت ۲۰۰۱      |
| ۲۱۳۲۸۱ | 2001 PE11   | ۹ اوت ۲۰۰۱      |
| ۲۱۳۲۸۲ | 2001 PA25   | ۱۱ اوت ۲۰۰۱     |
| ۲۱۳۲۸۳ | 2001 PE27   | ۱۱ اوت ۲۰۰۱     |
| ۲۱۳۲۸۴ | 2001 PT48   | ۱۴ اوت ۲۰۰۱     |
| ۲۱۳۲۸۵ | 2001 QY26   | ۱۶ اوت ۲۰۰۱     |
| ۲۱۳۲۸۶ | 2001 QV32   | ۱۷ اوت ۲۰۰۱     |
| ۲۱۳۲۸۷ | 2001 QQ59   | ۱۸ اوت ۲۰۰۱     |
| ۲۱۳۲۸۸ | 2001 QE95   | ۲۲ اوت ۲۰۰۱     |
| ۲۱۳۲۸۹ | 2001 QK100  | ۲۱ اوت ۲۰۰۱     |
| ۲۱۳۲۹۰ | 2001 QE113  | ۲۵ اوت ۲۰۰۱     |
| ۲۱۳۲۹۱ | 2001 QF123  | ۱۹ اوت ۲۰۰۱     |
| ۲۱۳۲۹۲ | 2001 QX127  | ۲۰ اوت ۲۰۰۱     |
| ۲۱۳۲۹۳ | 2001 QY154  | ۲۳ اوت ۲۰۰۱     |
| ۲۱۳۲۹۴ | 2001 QA162  | ۲۳ اوت ۲۰۰۱     |
| ۲۱۳۲۹۵ | 2001 QZ209  | ۲۳ اوت ۲۰۰۱     |
| ۲۱۳۲۹۶ | 2001 QV213  | ۲۳ اوت ۲۰۰۱     |
| ۲۱۳۲۹۷ | 2001 QS249  | ۲۴ اوت ۲۰۰۱     |
| ۲۱۳۲۹۸ | 2001 QG273  | ۱۹ اوت ۲۰۰۱     |
| ۲۱۳۲۹۹ | 2001 QS273  | ۱۹ اوت ۲۰۰۱     |
| ۲۱۳۳۰۰ | 2001 QM280  | ۱۹ اوت ۲۰۰۱     |
| ۲۱۳۳۰۱ | 2001 QS294  | ۲۴ اوت ۲۰۰۱     |
| ۲۱۳۳۰۲ | 2001 QL328  | ۲۷ اوت ۲۰۰۱     |
| ۲۱۳۳۰۳ | 2001 QM328  | ۲۷ اوت ۲۰۰۱     |
| ۲۱۳۳۰۴ | 2001 RL27   | ۷ سپتامبر ۲۰۰۱  |
| ۲۱۳۳۰۵ | 2001 RD50   | ۱۰ سپتامبر ۲۰۰۱ |
| ۲۱۳۳۰۶ | 2001 RR59   | ۱۲ سپتامبر ۲۰۰۱ |
| ۲۱۳۳۰۷ | 2001 RB65   | ۱۰ سپتامبر ۲۰۰۱ |
| ۲۱۳۳۰۸ | 2001 RQ79   | ۱۰ سپتامبر ۲۰۰۱ |
| ۲۱۳۳۰۹ | 2001 RV80   | ۱۵ سپتامبر ۲۰۰۱ |
| ۲۱۳۳۱۰ | 2001 RN90   | ۱۱ سپتامبر ۲۰۰۱ |
| ۲۱۳۳۱۱ | 2001 RH101  | ۱۲ سپتامبر ۲۰۰۱ |
| ۲۱۳۳۱۲ | 2001 RB115  | ۱۲ سپتامبر ۲۰۰۱ |
| ۲۱۳۳۱۳ | 2001 RL136  | ۱۲ سپتامبر ۲۰۰۱ |
| ۲۱۳۳۱۴ | 2001 SG9    | ۱۹ سپتامبر ۲۰۰۱ |
| ۲۱۳۳۱۵ | 2001 SL16   | ۱۶ سپتامبر ۲۰۰۱ |
| ۲۱۳۳۱۶ | 2001 SK19   | ۱۶ سپتامبر ۲۰۰۱ |
| ۲۱۳۳۱۷ | 2001 ST32   | ۱۶ سپتامبر ۲۰۰۱ |
| ۲۱۳۳۱۸ | 2001 SN40   | ۱۶ سپتامبر ۲۰۰۱ |
| ۲۱۳۳۱۹ | 2001 ST63   | ۱۷ سپتامبر ۲۰۰۱ |
| ۲۱۳۳۲۰ | 2001 SQ97   | ۲۰ سپتامبر ۲۰۰۱ |
| ۲۱۳۳۲۱ | 2001 SG119  | ۱۶ سپتامبر ۲۰۰۱ |
| ۲۱۳۳۲۲ | 2001 SN121  | ۱۶ سپتامبر ۲۰۰۱ |
| ۲۱۳۳۲۳ | 2001 SA127  | ۱۶ سپتامبر ۲۰۰۱ |
| ۲۱۳۳۲۴ | 2001 SP127  | ۱۶ سپتامبر ۲۰۰۱ |
| ۲۱۳۳۲۵ | 2001 SV132  | ۱۶ سپتامبر ۲۰۰۱ |
| ۲۱۳۳۲۶ | 2001 SC138  | ۱۶ سپتامبر ۲۰۰۱ |
| ۲۱۳۳۲۷ | 2001 SM138  | ۱۶ سپتامبر ۲۰۰۱ |
| ۲۱۳۳۲۸ | 2001 SF139  | ۱۶ سپتامبر ۲۰۰۱ |
| ۲۱۳۳۲۹ | 2001 SE140  | ۱۶ سپتامبر ۲۰۰۱ |
| ۲۱۳۳۳۰ | 2001 SX141  | ۱۶ سپتامبر ۲۰۰۱ |
| ۲۱۳۳۳۱ | 2001 SG146  | ۱۶ سپتامبر ۲۰۰۱ |
| ۲۱۳۳۳۲ | 2001 SV148  | ۱۷ سپتامبر ۲۰۰۱ |
| ۲۱۳۳۳۳ | 2001 SX154  | ۱۷ سپتامبر ۲۰۰۱ |
| ۲۱۳۳۳۴ | 2001 SW159  | ۱۷ سپتامبر ۲۰۰۱ |
| ۲۱۳۳۳۵ | 2001 SJ166  | ۱۹ سپتامبر ۲۰۰۱ |
| ۲۱۳۳۳۶ | 2001 SK177  | ۱۶ سپتامبر ۲۰۰۱ |
| ۲۱۳۳۳۷ | 2001 SE209  | ۱۹ سپتامبر ۲۰۰۱ |
| ۲۱۳۳۳۸ | 2001 SH214  | ۱۹ سپتامبر ۲۰۰۱ |
| ۲۱۳۳۳۹ | 2001 SG216  | ۱۹ سپتامبر ۲۰۰۱ |
| ۲۱۳۳۴۰ | 2001 SU219  | ۱۹ سپتامبر ۲۰۰۱ |
| ۲۱۳۳۴۱ | 2001 SR245  | ۱۹ سپتامبر ۲۰۰۱ |
| ۲۱۳۳۴۲ | 2001 SB251  | ۱۹ سپتامبر ۲۰۰۱ |
| ۲۱۳۳۴۳ | 2001 SS274  | ۲۰ سپتامبر ۲۰۰۱ |
| ۲۱۳۳۴۴ | 2001 ST302  | ۲۰ سپتامبر ۲۰۰۱ |
| ۲۱۳۳۴۵ | 2001 SW302  | ۲۰ سپتامبر ۲۰۰۱ |
| ۲۱۳۳۴۶ | 2001 SG303  | ۲۰ سپتامبر ۲۰۰۱ |
| ۲۱۳۳۴۷ | 2001 SD304  | ۲۰ سپتامبر ۲۰۰۱ |
| ۲۱۳۳۴۸ | 2001 SC308  | ۲۱ سپتامبر ۲۰۰۱ |
| ۲۱۳۳۴۹ | 2001 SD327  | ۱۸ سپتامبر ۲۰۰۱ |
| ۲۱۳۳۵۰ | 2001 SO327  | ۱۸ سپتامبر ۲۰۰۱ |
| ۲۱۳۳۵۱ | 2001 SC333  | ۱۹ سپتامبر ۲۰۰۱ |
| ۲۱۳۳۵۲ | 2001 SJ341  | ۲۱ سپتامبر ۲۰۰۱ |
| ۲۱۳۳۵۳ | 2001 TJ2    | ۶ اکتبر ۲۰۰۱    |
| ۲۱۳۳۵۴ | 2001 TJ12   | ۱۳ اکتبر ۲۰۰۱   |
| ۲۱۳۳۵۵ | 2001 TE15   | ۱۱ اکتبر ۲۰۰۱   |
| ۲۱۳۳۵۶ | 2001 TV52   | ۱۳ اکتبر ۲۰۰۱   |
| ۲۱۳۳۵۷ | 2001 TE61   | ۱۳ اکتبر ۲۰۰۱   |
| ۲۱۳۳۵۸ | 2001 TO73   | ۱۳ اکتبر ۲۰۰۱   |
| ۲۱۳۳۵۹ | 2001 TD98   | ۱۴ اکتبر ۲۰۰۱   |
| ۲۱۳۳۶۰ | 2001 TO108  | ۱۴ اکتبر ۲۰۰۱   |
| ۲۱۳۳۶۱ | 2001 TE118  | ۱۵ اکتبر ۲۰۰۱   |
| ۲۱۳۳۶۲ | 2001 TX132  | ۱۲ اکتبر ۲۰۰۱   |
| ۲۱۳۳۶۳ | 2001 TC139  | ۱۰ اکتبر ۲۰۰۱   |
| ۲۱۳۳۶۴ | 2001 TF142  | ۱۰ اکتبر ۲۰۰۱   |
| ۲۱۳۳۶۵ | 2001 TV148  | ۱۰ اکتبر ۲۰۰۱   |
| ۲۱۳۳۶۶ | 2001 TS156  | ۱۴ اکتبر ۲۰۰۱   |
| ۲۱۳۳۶۷ | 2001 TS173  | ۱۴ اکتبر ۲۰۰۱   |
| ۲۱۳۳۶۸ | 2001 TV179  | ۱۴ اکتبر ۲۰۰۱   |
| ۲۱۳۳۶۹ | 2001 TY180  | ۱۴ اکتبر ۲۰۰۱   |
| ۲۱۳۳۷۰ | 2001 TC206  | ۱۱ اکتبر ۲۰۰۱   |
| ۲۱۳۳۷۱ | 2001 TY210  | ۱۳ اکتبر ۲۰۰۱   |
| ۲۱۳۳۷۲ | 2001 TW226  | ۱۴ اکتبر ۲۰۰۱   |
| ۲۱۳۳۷۳ | 2001 TN230  | ۱۵ اکتبر ۲۰۰۱   |
| ۲۱۳۳۷۴ | 2001 TA246  | ۱۴ اکتبر ۲۰۰۱   |
| ۲۱۳۳۷۵ | 2001 TC246  | ۱۴ اکتبر ۲۰۰۱   |
| ۲۱۳۳۷۶ | 2001 UA24   | ۱۸ اکتبر ۲۰۰۱   |
| ۲۱۳۳۷۷ | 2001 UL27   | ۱۸ اکتبر ۲۰۰۱   |
| ۲۱۳۳۷۸ | 2001 UG29   | ۱۶ اکتبر ۲۰۰۱   |
| ۲۱۳۳۷۹ | 2001 UU42   | ۱۷ اکتبر ۲۰۰۱   |
| ۲۱۳۳۸۰ | 2001 UB43   | ۱۷ اکتبر ۲۰۰۱   |
| ۲۱۳۳۸۱ | 2001 UB45   | ۱۷ اکتبر ۲۰۰۱   |
| ۲۱۳۳۸۲ | 2001 UW50   | ۱۷ اکتبر ۲۰۰۱   |
| ۲۱۳۳۸۳ | 2001 UP62   | ۱۷ اکتبر ۲۰۰۱   |
| ۲۱۳۳۸۴ | 2001 UF72   | ۲۰ اکتبر ۲۰۰۱   |
| ۲۱۳۳۸۵ | 2001 US81   | ۲۰ اکتبر ۲۰۰۱   |
| ۲۱۳۳۸۶ | 2001 UV96   | ۱۷ اکتبر ۲۰۰۱   |
| ۲۱۳۳۸۷ | 2001 UG115  | ۲۲ اکتبر ۲۰۰۱   |
| ۲۱۳۳۸۸ | 2001 UO130  | ۲۰ اکتبر ۲۰۰۱   |
| ۲۱۳۳۸۹ | 2001 UY136  | ۲۳ اکتبر ۲۰۰۱   |
| ۲۱۳۳۹۰ | 2001 UF144  | ۲۳ اکتبر ۲۰۰۱   |
| ۲۱۳۳۹۱ | 2001 UF160  | ۲۳ اکتبر ۲۰۰۱   |
| ۲۱۳۳۹۲ | 2001 UY161  | ۲۳ اکتبر ۲۰۰۱   |
| ۲۱۳۳۹۳ | 2001 UR172  | ۱۸ اکتبر ۲۰۰۱   |
| ۲۱۳۳۹۴ | 2001 US187  | ۱۷ اکتبر ۲۰۰۱   |
| ۲۱۳۳۹۵ | 2001 UN190  | ۱۸ اکتبر ۲۰۰۱   |
| ۲۱۳۳۹۶ | 2001 UA198  | ۱۹ اکتبر ۲۰۰۱   |
| ۲۱۳۳۹۷ | 2001 US203  | ۱۹ اکتبر ۲۰۰۱   |
| ۲۱۳۳۹۸ | 2001 UK219  | ۲۸ اکتبر ۲۰۰۱   |
| ۲۱۳۳۹۹ | 2001 UJ228  | ۲۵ اکتبر ۲۰۰۱   |
| ۲۱۳۴۰۰ | 2001 VC3    | ۹ نوامبر ۲۰۰۱   |
| ۲۱۳۴۰۱ | 2001 VS56   | ۱۰ نوامبر ۲۰۰۱  |
| ۲۱۳۴۰۲ | 2001 VH111  | ۱۲ نوامبر ۲۰۰۱  |
| ۲۱۳۴۰۲ | 2001 WT     | ۱۶ نوامبر ۲۰۰۱  |
| ۲۱۳۴۰۴ | 2001 WH3    | ۱۶ نوامبر ۲۰۰۱  |
| ۲۱۳۴۰۵ | 2001 WM8    | ۱۷ نوامبر ۲۰۰۱  |
| ۲۱۳۴۰۶ | 2001 WB17   | ۱۷ نوامبر ۲۰۰۱  |
| ۲۱۳۴۰۷ | 2001 WQ23   | ۱۷ نوامبر ۲۰۰۱  |
| ۲۱۳۴۰۸ | 2001 WJ26   | ۱۷ نوامبر ۲۰۰۱  |
| ۲۱۳۴۰۹ | 2001 WW29   | ۱۷ نوامبر ۲۰۰۱  |
| ۲۱۳۴۱۰ | 2001 WN53   | ۱۹ نوامبر ۲۰۰۱  |
| ۲۱۳۴۱۱ | 2001 WB58   | ۱۹ نوامبر ۲۰۰۱  |
| ۲۱۳۴۱۲ | 2001 WG68   | ۲۰ نوامبر ۲۰۰۱  |
| ۲۱۳۴۱۳ | 2001 WR75   | ۲۰ نوامبر ۲۰۰۱  |
| ۲۱۳۴۱۴ | 2001 WU81   | ۲۰ نوامبر ۲۰۰۱  |
| ۲۱۳۴۱۵ | 2001 WJ87   | ۱۹ نوامبر ۲۰۰۱  |
| ۲۱۳۴۱۶ | 2001 XL10   | ۹ دسامبر ۲۰۰۱   |
| ۲۱۳۴۱۷ | 2001 XZ30   | ۷ دسامبر ۲۰۰۱   |
| ۲۱۳۴۱۸ | 2001 XS32   | ۱۰ دسامبر ۲۰۰۱  |
| ۲۱۳۴۱۹ | 2001 XK38   | ۹ دسامبر ۲۰۰۱   |
| ۲۱۳۴۲۰ | 2001 XJ39   | ۹ دسامبر ۲۰۰۱   |
| ۲۱۳۴۲۱ | 2001 XO55   | ۱۰ دسامبر ۲۰۰۱  |
| ۲۱۳۴۲۲ | 2001 XR71   | ۱۱ دسامبر ۲۰۰۱  |
| ۲۱۳۴۲۳ | 2001 XL88   | ۱۴ دسامبر ۲۰۰۱  |
| ۲۱۳۴۲۴ | 2001 XS88   | ۱۳ دسامبر ۲۰۰۱  |
| ۲۱۳۴۲۵ | 2001 XS94   | ۱۰ دسامبر ۲۰۰۱  |
| ۲۱۳۴۲۶ | 2001 XN126  | ۱۴ دسامبر ۲۰۰۱  |
| ۲۱۳۴۲۷ | 2001 XS137  | ۱۴ دسامبر ۲۰۰۱  |
| ۲۱۳۴۲۸ | 2001 XV182  | ۱۴ دسامبر ۲۰۰۱  |
| ۲۱۳۴۲۹ | 2001 XQ200  | ۱۵ دسامبر ۲۰۰۱  |
| ۲۱۳۴۳۰ | 2001 XP201  | ۱۴ دسامبر ۲۰۰۱  |
| ۲۱۳۴۳۱ | 2001 XX224  | ۱۵ دسامبر ۲۰۰۱  |
| ۲۱۳۴۳۲ | 2001 XL240  | ۱۵ دسامبر ۲۰۰۱  |
| ۲۱۳۴۳۳ | 2001 XM258  | ۸ دسامبر ۲۰۰۱   |
| ۲۱۳۴۳۴ | 2001 XX258  | ۸ دسامبر ۲۰۰۱   |
| ۲۱۳۴۳۵ | 2001 YJ6    | ۱۷ دسامبر ۲۰۰۱  |
| ۲۱۳۴۳۶ | 2001 YN6    | ۲۰ دسامبر ۲۰۰۱  |
| ۲۱۳۴۳۷ | 2001 YU12   | ۱۷ دسامبر ۲۰۰۱  |
| ۲۱۳۴۳۸ | 2001 YV16   | ۱۷ دسامبر ۲۰۰۱  |
| ۲۱۳۴۳۹ | 2001 YF25   | ۱۸ دسامبر ۲۰۰۱  |
| ۲۱۳۴۴۰ | 2001 YE121  | ۱۷ دسامبر ۲۰۰۱  |
| ۲۱۳۴۴۱ | 2002 AU6    | ۵ ژانویه ۲۰۰۲   |
| ۲۱۳۴۴۲ | 2002 AD23   | ۵ ژانویه ۲۰۰۲   |
| ۲۱۳۴۴۳ | 2002 AD24   | ۷ ژانویه ۲۰۰۲   |
| ۲۱۳۴۴۴ | 2002 AA44   | ۹ ژانویه ۲۰۰۲   |
| ۲۱۳۴۴۵ | 2002 AE51   | ۹ ژانویه ۲۰۰۲   |
| ۲۱۳۴۴۶ | 2002 AV66   | ۱۳ ژانویه ۲۰۰۲  |
| ۲۱۳۴۴۷ | 2002 AK144  | ۱۳ ژانویه ۲۰۰۲  |
| ۲۱۳۴۴۸ | 2002 AA155  | ۱۴ ژانویه ۲۰۰۲  |
| ۲۱۳۴۴۹ | 2002 AD176  | ۱۴ ژانویه ۲۰۰۲  |
| ۲۱۳۴۵۰ | 2002 CZ11   | ۶ فوریه ۲۰۰۲    |
| ۲۱۳۴۵۱ | 2002 CJ18   | ۶ فوریه ۲۰۰۲    |
| ۲۱۳۴۵۲ | 2002 CP33   | ۶ فوریه ۲۰۰۲    |
| ۲۱۳۴۵۳ | 2002 CH37   | ۷ فوریه ۲۰۰۲    |
| ۲۱۳۴۵۴ | 2002 CK48   | ۳ فوریه ۲۰۰۲    |
| ۲۱۳۴۵۵ | 2002 CP54   | ۷ فوریه ۲۰۰۲    |
| ۲۱۳۴۵۶ | 2002 CP119  | ۷ فوریه ۲۰۰۲    |
| ۲۱۳۴۵۷ | 2002 CF152  | ۱۰ فوریه ۲۰۰۲   |
| ۲۱۳۴۵۸ | 2002 CB170  | ۸ فوریه ۲۰۰۲    |
| ۲۱۳۴۵۹ | 2002 CX172  | ۸ فوریه ۲۰۰۲    |
| ۲۱۳۴۶۰ | 2002 CE184  | ۱۰ فوریه ۲۰۰۲   |
| ۲۱۳۴۶۱ | 2002 CM197  | ۱۰ فوریه ۲۰۰۲   |
| ۲۱۳۴۶۲ | 2002 CQ198  | ۱۰ فوریه ۲۰۰۲   |
| ۲۱۳۴۶۳ | 2002 CF232  | ۸ فوریه ۲۰۰۲    |
| ۲۱۳۴۶۴ | 2002 CM233  | ۱۱ فوریه ۲۰۰۲   |
| ۲۱۳۴۶۵ | 2002 CL234  | ۸ فوریه ۲۰۰۲    |
| ۲۱۳۴۶۶ | 2002 CE236  | ۱۰ فوریه ۲۰۰۲   |
| ۲۱۳۴۶۷ | 2002 CX311  | ۱۲ فوریه ۲۰۰۲   |
| ۲۱۳۴۶۸ | 2002 EU8    | ۱۲ مارس ۲۰۰۲    |
| ۲۱۳۴۶۹ | 2002 EX60   | ۱۳ مارس ۲۰۰۲    |
| ۲۱۳۴۷۰ | 2002 ED85   | ۹ مارس ۲۰۰۲     |
| ۲۱۳۴۷۱ | 2002 ES90   | ۱۲ مارس ۲۰۰۲    |
| ۲۱۳۴۷۲ | 2002 EJ95   | ۱۴ مارس ۲۰۰۲    |
| ۲۱۳۴۷۳ | 2002 EJ99   | ۳ مارس ۲۰۰۲     |
| ۲۱۳۴۷۴ | 2002 EU115  | ۱۰ مارس ۲۰۰۲    |
| ۲۱۳۴۷۵ | 2002 EN120  | ۱۱ مارس ۲۰۰۲    |
| ۲۱۳۴۷۶ | 2002 EZ131  | ۱۳ مارس ۲۰۰۲    |
| ۲۱۳۴۷۷ | 2002 EE134  | ۱۳ مارس ۲۰۰۲    |
| ۲۱۳۴۷۸ | 2002 EQ135  | ۱۴ مارس ۲۰۰۲    |
| ۲۱۳۴۷۹ | 2002 EY135  | ۱۲ مارس ۲۰۰۲    |
| ۲۱۳۴۸۰ | 2002 EV148  | ۱۵ مارس ۲۰۰۲    |
| ۲۱۳۴۸۱ | 2002 EE162  | ۵ مارس ۲۰۰۲     |
| ۲۱۳۴۸۲ | 2002 FY4    | ۲۰ مارس ۲۰۰۲    |
| ۲۱۳۴۸۳ | 2002 FY7    | ۱۶ مارس ۲۰۰۲    |
| ۲۱۳۴۸۴ | 2002 FR12   | ۱۶ مارس ۲۰۰۲    |
| ۲۱۳۴۸۵ | 2002 FD15   | ۱۶ مارس ۲۰۰۲    |
| ۲۱۳۴۸۶ | 2002 FX15   | ۱۶ مارس ۲۰۰۲    |
| ۲۱۳۴۸۷ | 2002 FP31   | ۱۹ مارس ۲۰۰۲    |
| ۲۱۳۴۸۸ | 2002 FX38   | ۳۱ مارس ۲۰۰۲    |
| ۲۱۳۴۸۹ | 2002 GC6    | ۱۲ آوریل ۲۰۰۲   |
| ۲۱۳۴۹۰ | 2002 GO13   | ۱۴ آوریل ۲۰۰۲   |
| ۲۱۳۴۹۱ | 2002 GO15   | ۱۵ آوریل ۲۰۰۲   |
| ۲۱۳۴۹۲ | 2002 GX26   | ۱۴ آوریل ۲۰۰۲   |
| ۲۱۳۴۹۳ | 2002 GH36   | ۲ آوریل ۲۰۰۲    |
| ۲۱۳۴۹۴ | 2002 GM37   | ۳ آوریل ۲۰۰۲    |
| ۲۱۳۴۹۵ | 2002 GS37   | ۳ آوریل ۲۰۰۲    |
| ۲۱۳۴۹۶ | 2002 GM45   | ۴ آوریل ۲۰۰۲    |
| ۲۱۳۴۹۷ | 2002 GZ46   | ۵ آوریل ۲۰۰۲    |
| ۲۱۳۴۹۸ | 2002 GB49   | ۴ آوریل ۲۰۰۲    |
| ۲۱۳۴۹۹ | 2002 GY50   | ۵ آوریل ۲۰۰۲    |
| ۲۱۳۵۰۰ | 2002 GE52   | ۵ آوریل ۲۰۰۲    |
| ۲۱۳۵۰۱ | 2002 GV76   | ۹ آوریل ۲۰۰۲    |
| ۲۱۳۵۰۲ | 2002 GC77   | ۹ آوریل ۲۰۰۲    |
| ۲۱۳۵۰۳ | 2002 GM80   | ۱۰ آوریل ۲۰۰۲   |
| ۲۱۳۵۰۴ | 2002 GM81   | ۱۰ آوریل ۲۰۰۲   |
| ۲۱۳۵۰۵ | 2002 GM85   | ۱۰ آوریل ۲۰۰۲   |
| ۲۱۳۵۰۶ | 2002 GS85   | ۱۰ آوریل ۲۰۰۲   |
| ۲۱۳۵۰۷ | 2002 GR86   | ۱۰ آوریل ۲۰۰۲   |
| ۲۱۳۵۰۸ | 2002 GO91   | ۹ آوریل ۲۰۰۲    |
| ۲۱۳۵۰۹ | 2002 GU91   | ۹ آوریل ۲۰۰۲    |
| ۲۱۳۵۱۰ | 2002 GC93   | ۹ آوریل ۲۰۰۲    |
| ۲۱۳۵۱۱ | 2002 GH98   | ۱۰ آوریل ۲۰۰۲   |
| ۲۱۳۵۱۲ | 2002 GC119  | ۱۲ آوریل ۲۰۰۲   |
| ۲۱۳۵۱۳ | 2002 GS122  | ۱۰ آوریل ۲۰۰۲   |
| ۲۱۳۵۱۴ | 2002 GT126  | ۱۲ آوریل ۲۰۰۲   |
| ۲۱۳۵۱۵ | 2002 GX138  | ۱۳ آوریل ۲۰۰۲   |
| ۲۱۳۵۱۶ | 2002 GA141  | ۱۳ آوریل ۲۰۰۲   |
| ۲۱۳۵۱۷ | 2002 GK142  | ۱۳ آوریل ۲۰۰۲   |
| ۲۱۳۵۱۸ | 2002 GQ147  | ۱۳ آوریل ۲۰۰۲   |
| ۲۱۳۵۱۹ | 2002 GF149  | ۱۴ آوریل ۲۰۰۲   |
| ۲۱۳۵۲۰ | 2002 GC150  | ۱۴ آوریل ۲۰۰۲   |
| ۲۱۳۵۲۱ | 2002 GH157  | ۱۳ آوریل ۲۰۰۲   |
| ۲۱۳۵۲۲ | 2002 GM158  | ۱۳ آوریل ۲۰۰۲   |
| ۲۱۳۵۲۳ | 2002 GG159  | ۱۴ آوریل ۲۰۰۲   |
| ۲۱۳۵۲۴ | 2002 GL161  | ۱۵ آوریل ۲۰۰۲   |
| ۲۱۳۵۲۵ | 2002 GC176  | ۱۲ آوریل ۲۰۰۲   |
| ۲۱۳۵۲۶ | 2002 HW1    | ۱۶ آوریل ۲۰۰۲   |
| ۲۱۳۵۲۷ | 2002 HE12   | ۲۹ آوریل ۲۰۰۲   |
| ۲۱۳۵۲۸ | 2002 HV13   | ۲۱ آوریل ۲۰۰۲   |
| ۲۱۳۵۲۹ | 2002 HC18   | ۲۱ آوریل ۲۰۰۲   |
| ۲۱۳۵۳۰ | 2002 JE1    | ۴ مه ۲۰۰۲       |
| ۲۱۳۵۳۱ | 2002 JN18   | ۷ مه ۲۰۰۲       |
| ۲۱۳۵۳۲ | 2002 JF19   | ۷ مه ۲۰۰۲       |
| ۲۱۳۵۳۳ | 2002 JV19   | ۷ مه ۲۰۰۲       |
| ۲۱۳۵۳۴ | 2002 JX28   | ۹ مه ۲۰۰۲       |
| ۲۱۳۵۳۵ | 2002 JT29   | ۹ مه ۲۰۰۲       |
| ۲۱۳۵۳۶ | 2002 JN51   | ۹ مه ۲۰۰۲       |
| ۲۱۳۵۳۷ | 2002 JD55   | ۹ مه ۲۰۰۲       |
| ۲۱۳۵۳۸ | 2002 JJ63   | ۹ مه ۲۰۰۲       |
| ۲۱۳۵۳۹ | 2002 JU63   | ۹ مه ۲۰۰۲       |
| ۲۱۳۵۴۰ | 2002 JH72   | ۸ مه ۲۰۰۲       |
| ۲۱۳۵۴۱ | 2002 JL75   | ۹ مه ۲۰۰۲       |
| ۲۱۳۵۴۲ | 2002 JG76   | ۱۱ مه ۲۰۰۲      |
| ۲۱۳۵۴۳ | 2002 JC81   | ۱۱ مه ۲۰۰۲      |
| ۲۱۳۵۴۴ | 2002 JZ82   | ۱۱ مه ۲۰۰۲      |
| ۲۱۳۵۴۵ | 2002 JQ86   | ۱۱ مه ۲۰۰۲      |
| ۲۱۳۵۴۶ | 2002 JN95   | ۱۱ مه ۲۰۰۲      |
| ۲۱۳۵۴۷ | 2002 JR98   | ۱۳ مه ۲۰۰۲      |
| ۲۱۳۵۴۸ | 2002 JV115  | ۷ مه ۲۰۰۲       |
| ۲۱۳۵۴۹ | 2002 JE117  | ۴ مه ۲۰۰۲       |
| ۲۱۳۵۵۰ | 2002 JG128  | ۷ مه ۲۰۰۲       |
| ۲۱۳۵۵۱ | 2002 JB131  | ۸ مه ۲۰۰۲       |
| ۲۱۳۵۵۲ | 2002 JJ131  | ۹ مه ۲۰۰۲       |
| ۲۱۳۵۵۳ | 2002 KW4    | ۱۶ مه ۲۰۰۲      |
| ۲۱۳۵۵۴ | 2002 KU6    | ۲۷ مه ۲۰۰۲      |
| ۲۱۳۵۵۵ | 2002 LQ1    | ۲ ژوئن ۲۰۰۲     |
| ۲۱۳۵۵۶ | 2002 LO6    | ۱ ژوئن ۲۰۰۲     |
| ۲۱۳۵۵۷ | 2002 LE7    | ۲ ژوئن ۲۰۰۲     |
| ۲۱۳۵۵۸ | 2002 LE10   | ۵ ژوئن ۲۰۰۲     |
| ۲۱۳۵۵۹ | 2002 LD27   | ۷ ژوئن ۲۰۰۲     |
| ۲۱۳۵۶۰ | 2002 LJ28   | ۹ ژوئن ۲۰۰۲     |
| ۲۱۳۵۶۱ | 2002 LS29   | ۹ ژوئن ۲۰۰۲     |
| ۲۱۳۵۶۲ | 2002 LH32   | ۹ ژوئن ۲۰۰۲     |
| ۲۱۳۵۶۳ | 2002 LM39   | ۱۰ ژوئن ۲۰۰۲    |
| ۲۱۳۵۶۴ | 2002 LO40   | ۱۰ ژوئن ۲۰۰۲    |
| ۲۱۳۵۶۵ | 2002 LN49   | ۷ ژوئن ۲۰۰۲     |
| ۲۱۳۵۶۶ | 2002 LX51   | ۹ ژوئن ۲۰۰۲     |
| ۲۱۳۵۶۷ | 2002 LR52   | ۷ ژوئن ۲۰۰۲     |
| ۲۱۳۵۶۸ | 2002 LX55   | ۱۴ ژوئن ۲۰۰۲    |
| ۲۱۳۵۶۹ | 2002 MD5    | ۱۶ ژوئن ۲۰۰۲    |
| ۲۱۳۵۷۰ | 2002 NF2    | ۴ ژوئیه ۲۰۰۲    |
| ۲۱۳۵۷۱ | 2002 NR5    | ۱۰ ژوئیه ۲۰۰۲   |
| ۲۱۳۵۷۲ | 2002 NC9    | ۱ ژوئیه ۲۰۰۲    |
| ۲۱۳۵۷۳ | 2002 NC16   | ۵ ژوئیه ۲۰۰۲    |
| ۲۱۳۵۷۴ | 2002 ND19   | ۹ ژوئیه ۲۰۰۲    |
| ۲۱۳۵۷۵ | 2002 ND21   | ۹ ژوئیه ۲۰۰۲    |
| ۲۱۳۵۷۶ | 2002 NC25   | ۹ ژوئیه ۲۰۰۲    |
| ۲۱۳۵۷۷ | 2002 NV31   | ۱۰ ژوئیه ۲۰۰۲   |
| ۲۱۳۵۷۸ | 2002 NR32   | ۱۳ ژوئیه ۲۰۰۲   |
| ۲۱۳۵۷۹ | 2002 NG35   | ۹ ژوئیه ۲۰۰۲    |
| ۲۱۳۵۸۰ | 2002 NM40   | ۱۴ ژوئیه ۲۰۰۲   |
| ۲۱۳۵۸۱ | 2002 NK46   | ۱۳ ژوئیه ۲۰۰۲   |
| ۲۱۳۵۸۲ | 2002 NY53   | ۵ ژوئیه ۲۰۰۲    |
| ۲۱۳۵۸۳ | 2002 NM55   | ۹ ژوئیه ۲۰۰۲    |
| ۲۱۳۵۸۴ | 2002 NN56   | ۹ ژوئیه ۲۰۰۲    |
| ۲۱۳۵۸۵ | 2002 NS60   | ۱۲ ژوئیه ۲۰۰۲   |
| ۲۱۳۵۸۶ | 2002 NX60   | ۱۵ ژوئیه ۲۰۰۲   |
| ۲۱۳۵۸۷ | 2002 NV64   | ۲ ژوئیه ۲۰۰۲    |
| ۲۱۳۵۸۸ | 2002 OH5    | ۱۷ ژوئیه ۲۰۰۲   |
| ۲۱۳۵۸۹ | 2002 OP9    | ۲۱ ژوئیه ۲۰۰۲   |
| ۲۱۳۵۹۰ | 2002 OU17   | ۱۸ ژوئیه ۲۰۰۲   |
| ۲۱۳۵۹۱ | 2002 OH23   | ۳۰ ژوئیه ۲۰۰۲   |
| ۲۱۳۵۹۲ | 2002 OP23   | ۲۲ ژوئیه ۲۰۰۲   |
| ۲۱۳۵۹۳ | 2002 PN11   | ۵ اوت ۲۰۰۲      |
| ۲۱۳۵۹۴ | 2002 PA20   | ۶ اوت ۲۰۰۲      |
| ۲۱۳۵۹۵ | 2002 PZ29   | ۶ اوت ۲۰۰۲      |
| ۲۱۳۵۹۶ | 2002 PN36   | ۶ اوت ۲۰۰۲      |
| ۲۱۳۵۹۷ | 2002 PA41   | ۴ اوت ۲۰۰۲      |
| ۲۱۳۵۹۸ | 2002 PP47   | ۱۰ اوت ۲۰۰۲     |
| ۲۱۳۵۹۹ | 2002 PX52   | ۸ اوت ۲۰۰۲      |
| ۲۱۳۶۰۰ | 2002 PV53   | ۸ اوت ۲۰۰۲      |
| ۲۱۳۶۰۱ | 2002 PZ55   | ۹ اوت ۲۰۰۲      |
| ۲۱۳۶۰۲ | 2002 PZ62   | ۸ اوت ۲۰۰۲      |
| ۲۱۳۶۰۳ | 2002 PM74   | ۱۲ اوت ۲۰۰۲     |
| ۲۱۳۶۰۴ | 2002 PU86   | ۱۳ اوت ۲۰۰۲     |
| ۲۱۳۶۰۵ | 2002 PU94   | ۱۲ اوت ۲۰۰۲     |
| ۲۱۳۶۰۶ | 2002 PA102  | ۱۲ اوت ۲۰۰۲     |
| ۲۱۳۶۰۷ | 2002 PL103  | ۱۲ اوت ۲۰۰۲     |
| ۲۱۳۶۰۸ | 2002 PB120  | ۱۳ اوت ۲۰۰۲     |
| ۲۱۳۶۰۹ | 2002 PL121  | ۱۳ اوت ۲۰۰۲     |
| ۲۱۳۶۱۰ | 2002 PR121  | ۱۳ اوت ۲۰۰۲     |
| ۲۱۳۶۱۱ | 2002 PX156  | ۸ اوت ۲۰۰۲      |
| ۲۱۳۶۱۲ | 2002 PF169  | ۸ اوت ۲۰۰۲      |
| ۲۱۳۶۱۳ | 2002 PS169  | ۸ اوت ۲۰۰۲      |
| ۲۱۳۶۱۴ | 2002 PP178  | ۷ اوت ۲۰۰۲      |
| ۲۱۳۶۱۵ | 2002 PX182  | ۱۳ اوت ۲۰۰۲     |
| ۲۱۳۶۱۶ | 2002 PW187  | ۸ اوت ۲۰۰۲      |
| ۲۱۳۶۱۷ | 2002 QU14   | ۲۶ اوت ۲۰۰۲     |
| ۲۱۳۶۱۸ | 2002 QK23   | ۲۷ اوت ۲۰۰۲     |
| ۲۱۳۶۱۹ | 2002 QZ26   | ۲۷ اوت ۲۰۰۲     |
| ۲۱۳۶۲۰ | 2002 QX27   | ۲۸ اوت ۲۰۰۲     |
| ۲۱۳۶۲۱ | 2002 QH49   | ۱۹ اوت ۲۰۰۲     |
| ۲۱۳۶۲۲ | 2002 QZ54   | ۲۹ اوت ۲۰۰۲     |
| ۲۱۳۶۲۳ | 2002 QE55   | ۱۷ اوت ۲۰۰۲     |
| ۲۱۳۶۲۴ | 2002 QW55   | ۲۸ اوت ۲۰۰۲     |
| ۲۱۳۶۲۵ | 2002 QH56   | ۲۹ اوت ۲۰۰۲     |
| ۲۱۳۶۲۶ | 2002 QX58   | ۱۶ اوت ۲۰۰۲     |
| ۲۱۳۶۲۷ | 2002 QZ61   | ۲۸ اوت ۲۰۰۲     |
| ۲۱۳۶۲۸ | 2002 QQ65   | ۲۸ اوت ۲۰۰۲     |
| ۲۱۳۶۲۹ | 2002 QK67   | ۲۶ اوت ۲۰۰۲     |
| ۲۱۳۶۳۰ | 2002 QR73   | ۳۰ اوت ۲۰۰۲     |
| ۲۱۳۶۳۱ | 2002 QQ78   | ۲۹ اوت ۲۰۰۲     |
| ۲۱۳۶۳۲ | 2002 QS100  | ۱۹ اوت ۲۰۰۲     |
| ۲۱۳۶۳۳ | 2002 QX108  | ۲۷ اوت ۲۰۰۲     |
| ۲۱۳۶۳۴ | 2002 QO115  | ۲۹ اوت ۲۰۰۲     |
| ۲۱۳۶۳۵ | 2002 QZ120  | ۳۰ اوت ۲۰۰۲     |
| ۲۱۳۶۳۶ | Gajdos      | ۲۰ اوت ۲۰۰۲     |
| ۲۱۳۶۳۷ | 2002 QM125  | ۱۷ اوت ۲۰۰۲     |
| ۲۱۳۶۳۸ | 2002 RU22   | ۴ سپتامبر ۲۰۰۲  |
| ۲۱۳۶۳۹ | 2002 RF38   | ۵ سپتامبر ۲۰۰۲  |
| ۲۱۳۶۴۰ | 2002 RA62   | ۵ سپتامبر ۲۰۰۲  |
| ۲۱۳۶۴۱ | 2002 RP67   | ۳ سپتامبر ۲۰۰۲  |
| ۲۱۳۶۴۲ | 2002 RH83   | ۵ سپتامبر ۲۰۰۲  |
| ۲۱۳۶۴۳ | 2002 RR90   | ۵ سپتامبر ۲۰۰۲  |
| ۲۱۳۶۴۴ | 2002 RW103  | ۵ سپتامبر ۲۰۰۲  |
| ۲۱۳۶۴۵ | 2002 RE104  | ۵ سپتامبر ۲۰۰۲  |
| ۲۱۳۶۴۶ | 2002 RK109  | ۶ سپتامبر ۲۰۰۲  |
| ۲۱۳۶۴۷ | 2002 RY116  | ۷ سپتامبر ۲۰۰۲  |
| ۲۱۳۶۴۸ | 2002 RU126  | ۹ سپتامبر ۲۰۰۲  |
| ۲۱۳۶۴۹ | 2002 RX133  | ۱۰ سپتامبر ۲۰۰۲ |
| ۲۱۳۶۵۰ | 2002 RF135  | ۱۰ سپتامبر ۲۰۰۲ |
| ۲۱۳۶۵۱ | 2002 RA183  | ۱۱ سپتامبر ۲۰۰۲ |
| ۲۱۳۶۵۲ | 2002 RK184  | ۱۲ سپتامبر ۲۰۰۲ |
| ۲۱۳۶۵۳ | 2002 RJ197  | ۱۳ سپتامبر ۲۰۰۲ |
| ۲۱۳۶۵۴ | 2002 RL209  | ۱۴ سپتامبر ۲۰۰۲ |
| ۲۱۳۶۵۵ | 2002 RT215  | ۱۳ سپتامبر ۲۰۰۲ |
| ۲۱۳۶۵۶ | 2002 RA235  | ۱۴ سپتامبر ۲۰۰۲ |
| ۲۱۳۶۵۷ | 2002 RK243  | ۱۲ سپتامبر ۲۰۰۲ |
| ۲۱۳۶۵۸ | 2002 RR243  | ۱۴ سپتامبر ۲۰۰۲ |
| ۲۱۳۶۵۹ | 2002 RL250  | ۱۳ سپتامبر ۲۰۰۲ |
| ۲۱۳۶۶۰ | 2002 SN4    | ۲۷ سپتامبر ۲۰۰۲ |
| ۲۱۳۶۶۱ | 2002 SL8    | ۲۷ سپتامبر ۲۰۰۲ |
| ۲۱۳۶۶۲ | 2002 SG11   | ۲۷ سپتامبر ۲۰۰۲ |
| ۲۱۳۶۶۳ | 2002 SO46   | ۲۹ سپتامبر ۲۰۰۲ |
| ۲۱۳۶۶۴ | 2002 SS49   | ۳۰ سپتامبر ۲۰۰۲ |
| ۲۱۳۶۶۵ | 2002 SS50   | ۳۰ سپتامبر ۲۰۰۲ |
| ۲۱۳۶۶۶ | 2002 SD60   | ۱۶ سپتامبر ۲۰۰۲ |
| ۲۱۳۶۶۷ | 2002 TF9    | ۱ اکتبر ۲۰۰۲    |
| ۲۱۳۶۶۸ | 2002 TP23   | ۲ اکتبر ۲۰۰۲    |
| ۲۱۳۶۶۹ | 2002 TD38   | ۲ اکتبر ۲۰۰۲    |
| ۲۱۳۶۷۰ | 2002 TQ38   | ۲ اکتبر ۲۰۰۲    |
| ۲۱۳۶۷۱ | 2002 TK41   | ۲ اکتبر ۲۰۰۲    |
| ۲۱۳۶۷۲ | 2002 TZ41   | ۲ اکتبر ۲۰۰۲    |
| ۲۱۳۶۷۳ | 2002 TT54   | ۲ اکتبر ۲۰۰۲    |
| ۲۱۳۶۷۴ | 2002 TQ58   | ۲ اکتبر ۲۰۰۲    |
| ۲۱۳۶۷۵ | 2002 TK60   | ۵ اکتبر ۲۰۰۲    |
| ۲۱۳۶۷۶ | 2002 TC66   | ۴ اکتبر ۲۰۰۲    |
| ۲۱۳۶۷۷ | 2002 TX66   | ۶ اکتبر ۲۰۰۲    |
| ۲۱۳۶۷۸ | 2002 TD81   | ۱ اکتبر ۲۰۰۲    |
| ۲۱۳۶۷۹ | 2002 TP94   | ۳ اکتبر ۲۰۰۲    |
| ۲۱۳۶۸۰ | 2002 TD107  | ۳ اکتبر ۲۰۰۲    |
| ۲۱۳۶۸۱ | 2002 TF109  | ۲ اکتبر ۲۰۰۲    |
| ۲۱۳۶۸۲ | 2002 TX111  | ۳ اکتبر ۲۰۰۲    |
| ۲۱۳۶۸۳ | 2002 TA113  | ۳ اکتبر ۲۰۰۲    |
| ۲۱۳۶۸۴ | 2002 TH142  | ۳ اکتبر ۲۰۰۲    |
| ۲۱۳۶۸۵ | 2002 TM180  | ۱۴ اکتبر ۲۰۰۲   |
| ۲۱۳۶۸۶ | 2002 TX209  | ۶ اکتبر ۲۰۰۲    |
| ۲۱۳۶۸۷ | 2002 TL210  | ۷ اکتبر ۲۰۰۲    |
| ۲۱۳۶۸۸ | 2002 TU221  | ۷ اکتبر ۲۰۰۲    |
| ۲۱۳۶۸۹ | 2002 TG226  | ۸ اکتبر ۲۰۰۲    |
| ۲۱۳۶۹۰ | 2002 TH229  | ۷ اکتبر ۲۰۰۲    |
| ۲۱۳۶۹۱ | 2002 TA231  | ۸ اکتبر ۲۰۰۲    |
| ۲۱۳۶۹۲ | 2002 TP245  | ۹ اکتبر ۲۰۰۲    |
| ۲۱۳۶۹۳ | 2002 TS248  | ۷ اکتبر ۲۰۰۲    |
| ۲۱۳۶۹۴ | 2002 TW256  | ۹ اکتبر ۲۰۰۲    |
| ۲۱۳۶۹۵ | 2002 TY256  | ۹ اکتبر ۲۰۰۲    |
| ۲۱۳۶۹۶ | 2002 TJ267  | ۱۰ اکتبر ۲۰۰۲   |
| ۲۱۳۶۹۷ | 2002 TM270  | ۹ اکتبر ۲۰۰۲    |
| ۲۱۳۶۹۸ | 2002 TA275  | ۹ اکتبر ۲۰۰۲    |
| ۲۱۳۶۹۹ | 2002 TU277  | ۱۰ اکتبر ۲۰۰۲   |
| ۲۱۳۷۰۰ | 2002 TB288  | ۱۰ اکتبر ۲۰۰۲   |
| ۲۱۳۷۰۱ | 2002 TV288  | ۱۰ اکتبر ۲۰۰۲   |
| ۲۱۳۷۰۲ | 2002 TL297  | ۱۱ اکتبر ۲۰۰۲   |
| ۲۱۳۷۰۳ | 2002 TQ357  | ۱۰ اکتبر ۲۰۰۲   |
| ۲۱۳۷۰۴ | 2002 TJ368  | ۱۰ اکتبر ۲۰۰۲   |
| ۲۱۳۷۰۵ | 2002 TQ377  | ۴ اکتبر ۲۰۰۲    |
| ۲۱۳۷۰۵ | 2002 UZ     | ۲۵ اکتبر ۲۰۰۲   |
| ۲۱۳۷۰۷ | 2002 UF17   | ۲۸ اکتبر ۲۰۰۲   |
| ۲۱۳۷۰۸ | 2002 UZ25   | ۳۰ اکتبر ۲۰۰۲   |
| ۲۱۳۷۰۹ | 2002 UP35   | ۳۱ اکتبر ۲۰۰۲   |
| ۲۱۳۷۱۰ | 2002 UK38   | ۳۱ اکتبر ۲۰۰۲   |
| ۲۱۳۷۱۱ | 2002 UQ38   | ۳۱ اکتبر ۲۰۰۲   |
| ۲۱۳۷۱۲ | 2002 UM64   | ۳۰ اکتبر ۲۰۰۲   |
| ۲۱۳۷۱۳ | 2002 US67   | ۳۰ اکتبر ۲۰۰۲   |
| ۲۱۳۷۱۴ | 2002 VP9    | ۱ نوامبر ۲۰۰۲   |
| ۲۱۳۷۱۵ | 2002 VY13   | ۵ نوامبر ۲۰۰۲   |
| ۲۱۳۷۱۶ | 2002 VG15   | ۶ نوامبر ۲۰۰۲   |
| ۲۱۳۷۱۷ | 2002 VO19   | ۴ نوامبر ۲۰۰۲   |
| ۲۱۳۷۱۸ | 2002 VW38   | ۵ نوامبر ۲۰۰۲   |
| ۲۱۳۷۱۹ | 2002 VK46   | ۵ نوامبر ۲۰۰۲   |
| ۲۱۳۷۲۰ | 2002 VP48   | ۵ نوامبر ۲۰۰۲   |
| ۲۱۳۷۲۱ | 2002 VX51   | ۶ نوامبر ۲۰۰۲   |
| ۲۱۳۷۲۲ | 2002 VR52   | ۶ نوامبر ۲۰۰۲   |
| ۲۱۳۷۲۳ | 2002 VC56   | ۶ نوامبر ۲۰۰۲   |
| ۲۱۳۷۲۴ | 2002 VU63   | ۶ نوامبر ۲۰۰۲   |
| ۲۱۳۷۲۵ | 2002 VV74   | ۷ نوامبر ۲۰۰۲   |
| ۲۱۳۷۲۶ | 2002 VJ80   | ۷ نوامبر ۲۰۰۲   |
| ۲۱۳۷۲۷ | 2002 VF92   | ۱۳ نوامبر ۲۰۰۲  |
| ۲۱۳۷۲۸ | 2002 VV92   | ۱۱ نوامبر ۲۰۰۲  |
| ۲۱۳۷۲۹ | 2002 VQ117  | ۱۲ نوامبر ۲۰۰۲  |
| ۲۱۳۷۳۰ | 2002 VT123  | ۱۴ نوامبر ۲۰۰۲  |
| ۲۱۳۷۳۱ | 2002 VM124  | ۱۱ نوامبر ۲۰۰۲  |
| ۲۱۳۷۳۲ | 2002 VS125  | ۱۴ نوامبر ۲۰۰۲  |
| ۲۱۳۷۳۳ | 2002 VB136  | ۷ نوامبر ۲۰۰۲   |
| ۲۱۳۷۳۴ | 2002 VC136  | ۸ نوامبر ۲۰۰۲   |
| ۲۱۳۷۳۵ | 2002 VL142  | ۵ نوامبر ۲۰۰۲   |
| ۲۱۳۷۳۶ | 2002 VQ145  | ۴ نوامبر ۲۰۰۲   |
| ۲۱۳۷۳۷ | 2002 WA2    | ۲۳ نوامبر ۲۰۰۲  |
| ۲۱۳۷۳۸ | 2002 WA4    | ۲۴ نوامبر ۲۰۰۲  |
| ۲۱۳۷۳۹ | 2002 WR6    | ۲۴ نوامبر ۲۰۰۲  |
| ۲۱۳۷۴۰ | 2002 WY21   | ۱۶ نوامبر ۲۰۰۲  |
| ۲۱۳۷۴۱ | 2002 WR28   | ۲۲ نوامبر ۲۰۰۲  |
| ۲۱۳۷۴۲ | 2002 WC29   | ۲۴ نوامبر ۲۰۰۲  |
| ۲۱۳۷۴۳ | 2002 XL3    | ۱ دسامبر ۲۰۰۲   |
| ۲۱۳۷۴۴ | 2002 XT10   | ۳ دسامبر ۲۰۰۲   |
| ۲۱۳۷۴۵ | 2002 XD46   | ۱۰ دسامبر ۲۰۰۲  |
| ۲۱۳۷۴۶ | 2002 XX47   | ۱۰ دسامبر ۲۰۰۲  |
| ۲۱۳۷۴۷ | 2002 XR48   | ۱۰ دسامبر ۲۰۰۲  |
| ۲۱۳۷۴۸ | 2002 XE50   | ۱۰ دسامبر ۲۰۰۲  |
| ۲۱۳۷۴۹ | 2002 XB62   | ۱۱ دسامبر ۲۰۰۲  |
| ۲۱۳۷۵۰ | 2002 XE66   | ۱۲ دسامبر ۲۰۰۲  |
| ۲۱۳۷۵۱ | 2002 XS66   | ۱۱ دسامبر ۲۰۰۲  |
| ۲۱۳۷۵۲ | 2002 XM79   | ۱۱ دسامبر ۲۰۰۲  |
| ۲۱۳۷۵۳ | 2002 XX115  | ۱۱ دسامبر ۲۰۰۲  |
| ۲۱۳۷۵۴ | 2002 YX18   | ۳۱ دسامبر ۲۰۰۲  |
| ۲۱۳۷۵۵ | 2003 AM2    | ۱ ژانویه ۲۰۰۳   |
| ۲۱۳۷۵۶ | 2003 AX23   | ۴ ژانویه ۲۰۰۳   |
| ۲۱۳۷۵۷ | 2003 AA50   | ۵ ژانویه ۲۰۰۳   |
| ۲۱۳۷۵۸ | 2003 AB51   | ۵ ژانویه ۲۰۰۳   |
| ۲۱۳۷۵۹ | 2003 AE60   | ۵ ژانویه ۲۰۰۳   |
| ۲۱۳۷۶۰ | 2003 AE65   | ۷ ژانویه ۲۰۰۳   |
| ۲۱۳۷۶۱ | 2003 AB66   | ۷ ژانویه ۲۰۰۳   |
| ۲۱۳۷۶۲ | 2003 AW66   | ۷ ژانویه ۲۰۰۳   |
| ۲۱۳۷۶۳ | 2003 AX79   | ۱۱ ژانویه ۲۰۰۳  |
| ۲۱۳۷۶۴ | 2003 AQ80   | ۱۱ ژانویه ۲۰۰۳  |
| ۲۱۳۷۶۵ | 2003 BD25   | ۲۵ ژانویه ۲۰۰۳  |
| ۲۱۳۷۶۶ | 2003 BS53   | ۲۷ ژانویه ۲۰۰۳  |
| ۲۱۳۷۶۷ | 2003 CF19   | ۸ فوریه ۲۰۰۳    |
| ۲۱۳۷۶۸ | 2003 CK20   | ۹ فوریه ۲۰۰۳    |
| ۲۱۳۷۶۹ | 2003 CJ25   | ۱۱ فوریه ۲۰۰۳   |
| ۲۱۳۷۷۰ | 2003 DK6    | ۲۳ فوریه ۲۰۰۳   |
| ۲۱۳۷۷۱ | 2003 DE13   | ۲۷ فوریه ۲۰۰۳   |
| ۲۱۳۷۷۲ | 2003 DF13   | ۲۷ فوریه ۲۰۰۳   |
| ۲۱۳۷۷۳ | 2003 DL13   | ۲۲ فوریه ۲۰۰۳   |
| ۲۱۳۷۷۴ | 2003 DK15   | ۲۶ فوریه ۲۰۰۳   |
| ۲۱۳۷۷۵ | 2003 DK17   | ۲۸ فوریه ۲۰۰۳   |
| ۲۱۳۷۷۶ | 2003 DZ18   | ۲۱ فوریه ۲۰۰۳   |
| ۲۱۳۷۷۷ | 2003 EN10   | ۶ مارس ۲۰۰۳     |
| ۲۱۳۷۷۸ | 2003 EE12   | ۶ مارس ۲۰۰۳     |
| ۲۱۳۷۷۹ | 2003 EP14   | ۶ مارس ۲۰۰۳     |
| ۲۱۳۷۸۰ | 2003 EW37   | ۸ مارس ۲۰۰۳     |
| ۲۱۳۷۸۱ | 2003 EB52   | ۱۱ مارس ۲۰۰۳    |
| ۲۱۳۷۸۲ | 2003 EV59   | ۱۳ مارس ۲۰۰۳    |
| ۲۱۳۷۸۲ | 2003 FF     | ۲۲ مارس ۲۰۰۳    |
| ۲۱۳۷۸۴ | 2003 FY4    | ۲۵ مارس ۲۰۰۳    |
| ۲۱۳۷۸۵ | 2003 FZ4    | ۲۵ مارس ۲۰۰۳    |
| ۲۱۳۷۸۶ | 2003 FJ5    | ۲۶ مارس ۲۰۰۳    |
| ۲۱۳۷۸۷ | 2003 FC11   | ۲۳ مارس ۲۰۰۳    |
| ۲۱۳۷۸۸ | 2003 FF11   | ۲۳ مارس ۲۰۰۳    |
| ۲۱۳۷۸۹ | 2003 FF27   | ۲۴ مارس ۲۰۰۳    |
| ۲۱۳۷۹۰ | 2003 FG31   | ۲۳ مارس ۲۰۰۳    |
| ۲۱۳۷۹۱ | 2003 FP31   | ۲۳ مارس ۲۰۰۳    |
| ۲۱۳۷۹۲ | 2003 FJ42   | ۳۰ مارس ۲۰۰۳    |
| ۲۱۳۷۹۳ | 2003 FT43   | ۲۳ مارس ۲۰۰۳    |
| ۲۱۳۷۹۴ | 2003 FT51   | ۲۵ مارس ۲۰۰۳    |
| ۲۱۳۷۹۵ | 2003 FA58   | ۲۶ مارس ۲۰۰۳    |
| ۲۱۳۷۹۶ | 2003 FH90   | ۲۹ مارس ۲۰۰۳    |
| ۲۱۳۷۹۷ | 2003 FN95   | ۳۰ مارس ۲۰۰۳    |
| ۲۱۳۷۹۸ | 2003 FK100  | ۳۱ مارس ۲۰۰۳    |
| ۲۱۳۷۹۹ | 2003 FK116  | ۲۳ مارس ۲۰۰۳    |
| ۲۱۳۷۹۹ | 2003 GO     | ۲ آوریل ۲۰۰۳    |
| ۲۱۳۸۰۱ | 2003 GZ7    | ۳ آوریل ۲۰۰۳    |
| ۲۱۳۸۰۲ | 2003 GP14   | ۲ آوریل ۲۰۰۳    |
| ۲۱۳۸۰۳ | 2003 GC17   | ۵ آوریل ۲۰۰۳    |
| ۲۱۳۸۰۴ | 2003 GE17   | ۵ آوریل ۲۰۰۳    |
| ۲۱۳۸۰۵ | 2003 GP22   | ۵ آوریل ۲۰۰۳    |
| ۲۱۳۸۰۶ | 2003 GT35   | ۵ آوریل ۲۰۰۳    |
| ۲۱۳۸۰۷ | 2003 GY41   | ۷ آوریل ۲۰۰۳    |
| ۲۱۳۸۰۸ | 2003 HO10   | ۲۵ آوریل ۲۰۰۳   |
| ۲۱۳۸۰۹ | 2003 HA15   | ۲۶ آوریل ۲۰۰۳   |
| ۲۱۳۸۱۰ | 2003 HG42   | ۲۷ آوریل ۲۰۰۳   |
| ۲۱۳۸۱۱ | 2003 MA4    | ۲۶ ژوئن ۲۰۰۳    |
| ۲۱۳۸۱۱ | 2003 NE     | ۱ ژوئیه ۲۰۰۳    |
| ۲۱۳۸۱۳ | 2003 PW12   | ۴ اوت ۲۰۰۳      |
| ۲۱۳۸۱۴ | 2003 QY18   | ۲۲ اوت ۲۰۰۳     |
| ۲۱۳۸۱۵ | 2003 QB20   | ۲۲ اوت ۲۰۰۳     |
| ۲۱۳۸۱۶ | 2003 QQ21   | ۲۲ اوت ۲۰۰۳     |
| ۲۱۳۸۱۷ | 2003 QF24   | ۲۱ اوت ۲۰۰۳     |
| ۲۱۳۸۱۸ | 2003 QV26   | ۲۲ اوت ۲۰۰۳     |
| ۲۱۳۸۱۹ | 2003 QG32   | ۲۱ اوت ۲۰۰۳     |
| ۲۱۳۸۲۰ | 2003 QG49   | ۲۲ اوت ۲۰۰۳     |
| ۲۱۳۸۲۱ | 2003 QO52   | ۲۳ اوت ۲۰۰۳     |
| ۲۱۳۸۲۲ | 2003 QZ55   | ۲۳ اوت ۲۰۰۳     |
| ۲۱۳۸۲۳ | 2003 QT62   | ۲۳ اوت ۲۰۰۳     |
| ۲۱۳۸۲۴ | 2003 QD63   | ۲۳ اوت ۲۰۰۳     |
| ۲۱۳۸۲۵ | 2003 QW63   | ۲۳ اوت ۲۰۰۳     |
| ۲۱۳۸۲۶ | 2003 QK65   | ۲۴ اوت ۲۰۰۳     |
| ۲۱۳۸۲۷ | 2003 QN75   | ۲۴ اوت ۲۰۰۳     |
| ۲۱۳۸۲۸ | 2003 QU75   | ۲۴ اوت ۲۰۰۳     |
| ۲۱۳۸۲۹ | 2003 QN76   | ۲۴ اوت ۲۰۰۳     |
| ۲۱۳۸۳۰ | 2003 QY84   | ۲۴ اوت ۲۰۰۳     |
| ۲۱۳۸۳۱ | 2003 QG92   | ۳۰ اوت ۲۰۰۳     |
| ۲۱۳۸۳۲ | 2003 QM94   | ۲۸ اوت ۲۰۰۳     |
| ۲۱۳۸۳۳ | 2003 QN101  | ۲۹ اوت ۲۰۰۳     |
| ۲۱۳۸۳۴ | 2003 QD103  | ۳۱ اوت ۲۰۰۳     |
| ۲۱۳۸۳۵ | 2003 QZ110  | ۳۱ اوت ۲۰۰۳     |
| ۲۱۳۸۳۶ | 2003 RQ12   | ۱۴ سپتامبر ۲۰۰۳ |
| ۲۱۳۸۳۷ | 2003 RR15   | ۱۴ سپتامبر ۲۰۰۳ |
| ۲۱۳۸۳۸ | 2003 RF27   | ۴ سپتامبر ۲۰۰۳  |
| ۲۱۳۸۳۹ | 2003 SM3    | ۱۶ سپتامبر ۲۰۰۳ |
| ۲۱۳۸۴۰ | 2003 SU5    | ۱۶ سپتامبر ۲۰۰۳ |
| ۲۱۳۸۴۱ | 2003 SV7    | ۱۶ سپتامبر ۲۰۰۳ |
| ۲۱۳۸۴۲ | 2003 SM8    | ۱۶ سپتامبر ۲۰۰۳ |
| ۲۱۳۸۴۳ | 2003 SE13   | ۱۶ سپتامبر ۲۰۰۳ |
| ۲۱۳۸۴۴ | 2003 SU27   | ۱۸ سپتامبر ۲۰۰۳ |
| ۲۱۳۸۴۵ | 2003 SC50   | ۱۸ سپتامبر ۲۰۰۳ |
| ۲۱۳۸۴۶ | 2003 SA52   | ۱۸ سپتامبر ۲۰۰۳ |
| ۲۱۳۸۴۷ | 2003 SP52   | ۱۸ سپتامبر ۲۰۰۳ |
| ۲۱۳۸۴۸ | 2003 ST54   | ۱۶ سپتامبر ۲۰۰۳ |
| ۲۱۳۸۴۹ | 2003 SF55   | ۱۶ سپتامبر ۲۰۰۳ |
| ۲۱۳۸۵۰ | 2003 SZ55   | ۱۶ سپتامبر ۲۰۰۳ |
| ۲۱۳۸۵۱ | 2003 SE61   | ۱۷ سپتامبر ۲۰۰۳ |
| ۲۱۳۸۵۲ | 2003 SY70   | ۱۸ سپتامبر ۲۰۰۳ |
| ۲۱۳۸۵۳ | 2003 SG81   | ۱۹ سپتامبر ۲۰۰۳ |
| ۲۱۳۸۵۴ | 2003 SK88   | ۱۸ سپتامبر ۲۰۰۳ |
| ۲۱۳۸۵۵ | 2003 SK103  | ۲۰ سپتامبر ۲۰۰۳ |
| ۲۱۳۸۵۶ | 2003 SA104  | ۲۰ سپتامبر ۲۰۰۳ |
| ۲۱۳۸۵۷ | 2003 SH116  | ۱۶ سپتامبر ۲۰۰۳ |
| ۲۱۳۸۵۸ | 2003 SZ120  | ۱۷ سپتامبر ۲۰۰۳ |
| ۲۱۳۸۵۹ | 2003 SG127  | ۱۹ سپتامبر ۲۰۰۳ |
| ۲۱۳۸۶۰ | 2003 SU131  | ۱۸ سپتامبر ۲۰۰۳ |
| ۲۱۳۸۶۱ | 2003 SX133  | ۱۸ سپتامبر ۲۰۰۳ |
| ۲۱۳۸۶۲ | 2003 SL147  | ۲۰ سپتامبر ۲۰۰۳ |
| ۲۱۳۸۶۳ | 2003 SZ148  | ۱۶ سپتامبر ۲۰۰۳ |
| ۲۱۳۸۶۴ | 2003 SQ150  | ۱۷ سپتامبر ۲۰۰۳ |
| ۲۱۳۸۶۵ | 2003 SJ156  | ۱۹ سپتامبر ۲۰۰۳ |
| ۲۱۳۸۶۶ | 2003 ST157  | ۱۹ سپتامبر ۲۰۰۳ |
| ۲۱۳۸۶۷ | 2003 SA163  | ۱۹ سپتامبر ۲۰۰۳ |
| ۲۱۳۸۶۸ | 2003 SQ165  | ۲۰ سپتامبر ۲۰۰۳ |
| ۲۱۳۸۶۹ | 2003 SG170  | ۲۰ سپتامبر ۲۰۰۳ |
| ۲۱۳۸۷۰ | 2003 SQ173  | ۱۸ سپتامبر ۲۰۰۳ |
| ۲۱۳۸۷۱ | 2003 SE179  | ۱۹ سپتامبر ۲۰۰۳ |
| ۲۱۳۸۷۲ | 2003 SX188  | ۲۲ سپتامبر ۲۰۰۳ |
| ۲۱۳۸۷۳ | 2003 SN206  | ۲۵ سپتامبر ۲۰۰۳ |
| ۲۱۳۸۷۴ | 2003 SO213  | ۲۶ سپتامبر ۲۰۰۳ |
| ۲۱۳۸۷۵ | 2003 SA225  | ۲۵ سپتامبر ۲۰۰۳ |
| ۲۱۳۸۷۶ | 2003 SO246  | ۲۶ سپتامبر ۲۰۰۳ |
| ۲۱۳۸۷۷ | 2003 SH248  | ۲۶ سپتامبر ۲۰۰۳ |
| ۲۱۳۸۷۸ | 2003 SB249  | ۲۶ سپتامبر ۲۰۰۳ |
| ۲۱۳۸۷۹ | 2003 SC249  | ۲۶ سپتامبر ۲۰۰۳ |
| ۲۱۳۸۸۰ | 2003 SM249  | ۲۶ سپتامبر ۲۰۰۳ |
| ۲۱۳۸۸۱ | 2003 SO249  | ۲۶ سپتامبر ۲۰۰۳ |
| ۲۱۳۸۸۲ | 2003 SQ250  | ۲۶ سپتامبر ۲۰۰۳ |
| ۲۱۳۸۸۳ | 2003 SU263  | ۲۸ سپتامبر ۲۰۰۳ |
| ۲۱۳۸۸۴ | 2003 SX269  | ۲۴ سپتامبر ۲۰۰۳ |
| ۲۱۳۸۸۵ | 2003 SU270  | ۲۵ سپتامبر ۲۰۰۳ |
| ۲۱۳۸۸۶ | 2003 SM271  | ۲۵ سپتامبر ۲۰۰۳ |
| ۲۱۳۸۸۷ | 2003 SV275  | ۲۹ سپتامبر ۲۰۰۳ |
| ۲۱۳۸۸۸ | 2003 SS288  | ۲۸ سپتامبر ۲۰۰۳ |
| ۲۱۳۸۸۹ | 2003 SW300  | ۱۷ سپتامبر ۲۰۰۳ |
| ۲۱۳۸۹۰ | 2003 SX303  | ۱۷ سپتامبر ۲۰۰۳ |
| ۲۱۳۸۹۱ | 2003 SZ309  | ۲۸ سپتامبر ۲۰۰۳ |
| ۲۱۳۸۹۲ | 2003 SH334  | ۲۲ سپتامبر ۲۰۰۳ |
| ۲۱۳۸۹۳ | 2003 TN2    | ۷ اکتبر ۲۰۰۳    |
| ۲۱۳۸۹۴ | 2003 TP2    | ۸ اکتبر ۲۰۰۳    |
| ۲۱۳۸۹۵ | 2003 TF6    | ۱ اکتبر ۲۰۰۳    |
| ۲۱۳۸۹۶ | 2003 TL55   | ۵ اکتبر ۲۰۰۳    |
| ۲۱۳۸۹۷ | 2003 UP1    | ۱۶ اکتبر ۲۰۰۳   |
| ۲۱۳۸۹۸ | 2003 UU16   | ۱۶ اکتبر ۲۰۰۳   |
| ۲۱۳۸۹۹ | 2003 US29   | ۲۱ اکتبر ۲۰۰۳   |
| ۲۱۳۹۰۰ | 2003 UN34   | ۱۷ اکتبر ۲۰۰۳   |
| ۲۱۳۹۰۱ | 2003 UR48   | ۱۶ اکتبر ۲۰۰۳   |
| ۲۱۳۹۰۲ | 2003 UT48   | ۱۶ اکتبر ۲۰۰۳   |
| ۲۱۳۹۰۳ | 2003 UK49   | ۱۶ اکتبر ۲۰۰۳   |
| ۲۱۳۹۰۴ | 2003 US61   | ۱۶ اکتبر ۲۰۰۳   |
| ۲۱۳۹۰۵ | 2003 UK62   | ۱۶ اکتبر ۲۰۰۳   |
| ۲۱۳۹۰۶ | 2003 UZ64   | ۱۶ اکتبر ۲۰۰۳   |
| ۲۱۳۹۰۷ | 2003 US65   | ۱۶ اکتبر ۲۰۰۳   |
| ۲۱۳۹۰۸ | 2003 UF88   | ۱۹ اکتبر ۲۰۰۳   |
| ۲۱۳۹۰۹ | 2003 UC96   | ۱۸ اکتبر ۲۰۰۳   |
| ۲۱۳۹۱۰ | 2003 UW98   | ۱۹ اکتبر ۲۰۰۳   |
| ۲۱۳۹۱۱ | 2003 UV101  | ۲۰ اکتبر ۲۰۰۳   |
| ۲۱۳۹۱۲ | 2003 UN103  | ۲۰ اکتبر ۲۰۰۳   |
| ۲۱۳۹۱۳ | 2003 UM115  | ۲۰ اکتبر ۲۰۰۳   |
| ۲۱۳۹۱۴ | 2003 UQ133  | ۲۰ اکتبر ۲۰۰۳   |
| ۲۱۳۹۱۵ | 2003 UX137  | ۲۱ اکتبر ۲۰۰۳   |
| ۲۱۳۹۱۶ | 2003 UW149  | ۲۰ اکتبر ۲۰۰۳   |
| ۲۱۳۹۱۷ | 2003 UD150  | ۲۰ اکتبر ۲۰۰۳   |
| ۲۱۳۹۱۸ | 2003 UK174  | ۲۱ اکتبر ۲۰۰۳   |
| ۲۱۳۹۱۹ | 2003 UL178  | ۲۱ اکتبر ۲۰۰۳   |
| ۲۱۳۹۲۰ | 2003 UB185  | ۲۱ اکتبر ۲۰۰۳   |
| ۲۱۳۹۲۱ | 2003 UN185  | ۲۱ اکتبر ۲۰۰۳   |
| ۲۱۳۹۲۲ | 2003 UT201  | ۲۱ اکتبر ۲۰۰۳   |
| ۲۱۳۹۲۳ | 2003 UB205  | ۲۲ اکتبر ۲۰۰۳   |
| ۲۱۳۹۲۴ | 2003 UD218  | ۲۱ اکتبر ۲۰۰۳   |
| ۲۱۳۹۲۵ | 2003 UW223  | ۲۲ اکتبر ۲۰۰۳   |
| ۲۱۳۹۲۶ | 2003 UG257  | ۲۵ اکتبر ۲۰۰۳   |
| ۲۱۳۹۲۷ | 2003 UW265  | ۲۷ اکتبر ۲۰۰۳   |
| ۲۱۳۹۲۸ | 2003 UY273  | ۲۹ اکتبر ۲۰۰۳   |
| ۲۱۳۹۲۹ | 2003 UM275  | ۲۹ اکتبر ۲۰۰۳   |
| ۲۱۳۹۳۰ | 2003 UK303  | ۱۷ اکتبر ۲۰۰۳   |
| ۲۱۳۹۳۱ | 2003 UN314  | ۲۱ اکتبر ۲۰۰۳   |
| ۲۱۳۹۳۲ | 2003 UA381  | ۲۲ اکتبر ۲۰۰۳   |
| ۲۱۳۹۳۳ | 2003 UY414  | ۲۳ اکتبر ۲۰۰۳   |
| ۲۱۳۹۳۴ | 2003 UN415  | ۱۹ اکتبر ۲۰۰۳   |
| ۲۱۳۹۳۵ | 2003 VZ5    | ۱۵ نوامبر ۲۰۰۳  |
| ۲۱۳۹۳۶ | 2003 VL7    | ۱۵ نوامبر ۲۰۰۳  |
| ۲۱۳۹۳۷ | 2003 WR20   | ۱۹ نوامبر ۲۰۰۳  |
| ۲۱۳۹۳۸ | 2003 WS55   | ۲۰ نوامبر ۲۰۰۳  |
| ۲۱۳۹۳۹ | 2003 WW64   | ۱۹ نوامبر ۲۰۰۳  |
| ۲۱۳۹۴۰ | 2003 WN72   | ۲۰ نوامبر ۲۰۰۳  |
| ۲۱۳۹۴۱ | 2003 WH73   | ۲۰ نوامبر ۲۰۰۳  |
| ۲۱۳۹۴۲ | 2003 WT73   | ۲۰ نوامبر ۲۰۰۳  |
| ۲۱۳۹۴۳ | 2003 WA77   | ۱۹ نوامبر ۲۰۰۳  |
| ۲۱۳۹۴۴ | 2003 WS80   | ۲۰ نوامبر ۲۰۰۳  |
| ۲۱۳۹۴۵ | 2003 WE92   | ۱۸ نوامبر ۲۰۰۳  |
| ۲۱۳۹۴۶ | 2003 WU107  | ۲۳ نوامبر ۲۰۰۳  |
| ۲۱۳۹۴۷ | 2003 WV116  | ۲۰ نوامبر ۲۰۰۳  |
| ۲۱۳۹۴۸ | 2003 WL126  | ۲۰ نوامبر ۲۰۰۳  |
| ۲۱۳۹۴۹ | 2003 WJ127  | ۲۰ نوامبر ۲۰۰۳  |
| ۲۱۳۹۵۰ | 2003 WB136  | ۲۱ نوامبر ۲۰۰۳  |
| ۲۱۳۹۵۱ | 2003 WK167  | ۱۹ نوامبر ۲۰۰۳  |
| ۲۱۳۹۵۲ | 2003 WT193  | ۱۹ نوامبر ۲۰۰۳  |
| ۲۱۳۹۵۳ | 2003 XJ16   | ۱۴ دسامبر ۲۰۰۳  |
| ۲۱۳۹۵۴ | 2003 XD25   | ۱ دسامبر ۲۰۰۳   |
| ۲۱۳۹۵۵ | 2003 XE43   | ۱۵ دسامبر ۲۰۰۳  |
| ۲۱۳۹۵۶ | 2003 YY11   | ۱۷ دسامبر ۲۰۰۳  |
| ۲۱۳۹۵۷ | 2003 YS16   | ۱۷ دسامبر ۲۰۰۳  |
| ۲۱۳۹۵۸ | 2003 YF17   | ۱۷ دسامبر ۲۰۰۳  |
| ۲۱۳۹۵۹ | 2003 YL21   | ۱۷ دسامبر ۲۰۰۳  |
| ۲۱۳۹۶۰ | 2003 YX25   | ۱۸ دسامبر ۲۰۰۳  |
| ۲۱۳۹۶۱ | 2003 YA26   | ۱۸ دسامبر ۲۰۰۳  |
| ۲۱۳۹۶۲ | 2003 YQ28   | ۱۷ دسامبر ۲۰۰۳  |
| ۲۱۳۹۶۳ | 2003 YM33   | ۱۶ دسامبر ۲۰۰۳  |
| ۲۱۳۹۶۴ | 2003 YZ62   | ۱۹ دسامبر ۲۰۰۳  |
| ۲۱۳۹۶۵ | 2003 YA76   | ۱۸ دسامبر ۲۰۰۳  |
| ۲۱۳۹۶۶ | 2003 YY89   | ۱۹ دسامبر ۲۰۰۳  |
| ۲۱۳۹۶۷ | 2003 YD95   | ۱۹ دسامبر ۲۰۰۳  |
| ۲۱۳۹۶۸ | 2003 YS111  | ۲۳ دسامبر ۲۰۰۳  |
| ۲۱۳۹۶۹ | 2003 YM127  | ۲۷ دسامبر ۲۰۰۳  |
| ۲۱۳۹۷۰ | 2003 YS134  | ۲۸ دسامبر ۲۰۰۳  |
| ۲۱۳۹۷۱ | 2003 YG138  | ۲۷ دسامبر ۲۰۰۳  |
| ۲۱۳۹۷۲ | 2003 YK139  | ۲۸ دسامبر ۲۰۰۳  |
| ۲۱۳۹۷۳ | 2003 YU140  | ۲۸ دسامبر ۲۰۰۳  |
| ۲۱۳۹۷۴ | 2003 YV140  | ۲۸ دسامبر ۲۰۰۳  |
| ۲۱۳۹۷۵ | 2003 YV142  | ۲۸ دسامبر ۲۰۰۳  |
| ۲۱۳۹۷۶ | 2003 YS144  | ۲۸ دسامبر ۲۰۰۳  |
| ۲۱۳۹۷۷ | 2003 YL150  | ۲۹ دسامبر ۲۰۰۳  |
| ۲۱۳۹۷۸ | 2003 YN151  | ۲۹ دسامبر ۲۰۰۳  |
| ۲۱۳۹۷۹ | 2003 YW153  | ۲۹ دسامبر ۲۰۰۳  |
| ۲۱۳۹۸۰ | 2003 YC169  | ۱۸ دسامبر ۲۰۰۳  |
| ۲۱۳۹۸۱ | 2003 YR180  | ۲۸ دسامبر ۲۰۰۳  |
| ۲۱۳۹۸۲ | 2004 AB5    | ۱۳ ژانویه ۲۰۰۴  |
| ۲۱۳۹۸۳ | 2004 AH10   | ۱۵ ژانویه ۲۰۰۴  |
| ۲۱۳۹۸۴ | 2004 AC15   | ۱۵ ژانویه ۲۰۰۴  |
| ۲۱۳۹۸۵ | 2004 BP1    | ۱۶ ژانویه ۲۰۰۴  |
| ۲۱۳۹۸۶ | 2004 BO9    | ۱۶ ژانویه ۲۰۰۴  |
| ۲۱۳۹۸۷ | 2004 BA10   | ۱۶ ژانویه ۲۰۰۴  |
| ۲۱۳۹۸۸ | 2004 BZ12   | ۱۷ ژانویه ۲۰۰۴  |
| ۲۱۳۹۸۹ | 2004 BU17   | ۱۸ ژانویه ۲۰۰۴  |
| ۲۱۳۹۹۰ | 2004 BF26   | ۱۶ ژانویه ۲۰۰۴  |
| ۲۱۳۹۹۱ | 2004 BK42   | ۲۱ ژانویه ۲۰۰۴  |
| ۲۱۳۹۹۲ | 2004 BN44   | ۲۲ ژانویه ۲۰۰۴  |
| ۲۱۳۹۹۳ | 2004 BX47   | ۲۱ ژانویه ۲۰۰۴  |
| ۲۱۳۹۹۴ | 2004 BZ47   | ۲۱ ژانویه ۲۰۰۴  |
| ۲۱۳۹۹۵ | 2004 BU74   | ۲۵ ژانویه ۲۰۰۴  |
| ۲۱۳۹۹۶ | 2004 BC76   | ۲۳ ژانویه ۲۰۰۴  |
| ۲۱۳۹۹۷ | 2004 BX76   | ۲۶ ژانویه ۲۰۰۴  |
| ۲۱۳۹۹۸ | 2004 BL88   | ۲۳ ژانویه ۲۰۰۴  |
| ۲۱۳۹۹۹ | 2004 BC104  | ۲۳ ژانویه ۲۰۰۴  |
| ۲۱۴۰۰۰ | 2004 BW107  | ۲۸ ژانویه ۲۰۰۴  |